# Jean le Baptiste
Pour les articles homonymes, voir Saint Jean, Jean-Baptiste et Saint Jean-Baptiste (homonymie).
Jean le Baptiste ou Jean Baptiste, de son nom de naissance Yohanan (hébreu : יוחנן), est un personnage majeur du christianisme, prophète du Nouveau Testament et de l'islam. Sur le plan historique, son existence est attestée par un passage de Flavius Josèphe. Il est un prédicateur juif du temps de Jésus de Nazareth.
L'Évangile selon Jean localise l'activité du Baptiste sur les rives du Jourdain et à Béthanie au-delà du Jourdain. Jésus aurait, semble-t-il, vécu un temps dans son entourage et y aurait recruté ses premiers apôtres. Les Évangiles synoptiques synchronisent le début de l'activité de Jésus avec l'emprisonnement de Jean.
L'audience de ce prophète apocalyptique n'a cessé de croître, au point de susciter la réaction d'Hérode Antipas, qui, le voyant rassembler ses partisans, craint qu'il ne suscite une révolte. Dans les Évangiles synoptiques, le Baptiste est mis à mort parce qu'il a critiqué le mariage d'Antipas avec Hérodiade.
Dans le christianisme, Jean le Baptiste est le prophète qui a annoncé la venue de Jésus de Nazareth et l'a baptisé sur les bords du Jourdain, laissant certains de ses disciples se joindre à lui. Précurseur du Messie, il est présenté dans les Évangiles synoptiques comme partageant beaucoup de traits avec le prophète Élie, ce qui n'est pas mentionné dans l'Évangile selon Jean.
Le catholicisme en a fait un saint et lui a consacré deux fêtes : le 24 juin qui commémore sa naissance, fixée six mois avant Noël pour se conformer au récit d'enfance de l'Évangile selon Luc, et le 29 août qui célèbre la mémoire de sa décapitation (sous le nom traditionnel de décollation de Jean Baptiste).
La religion mandéenne en fait son prophète principal. Il est considéré par l'islam comme un prophète descendant de 'Imrān.

## Le personnage historique

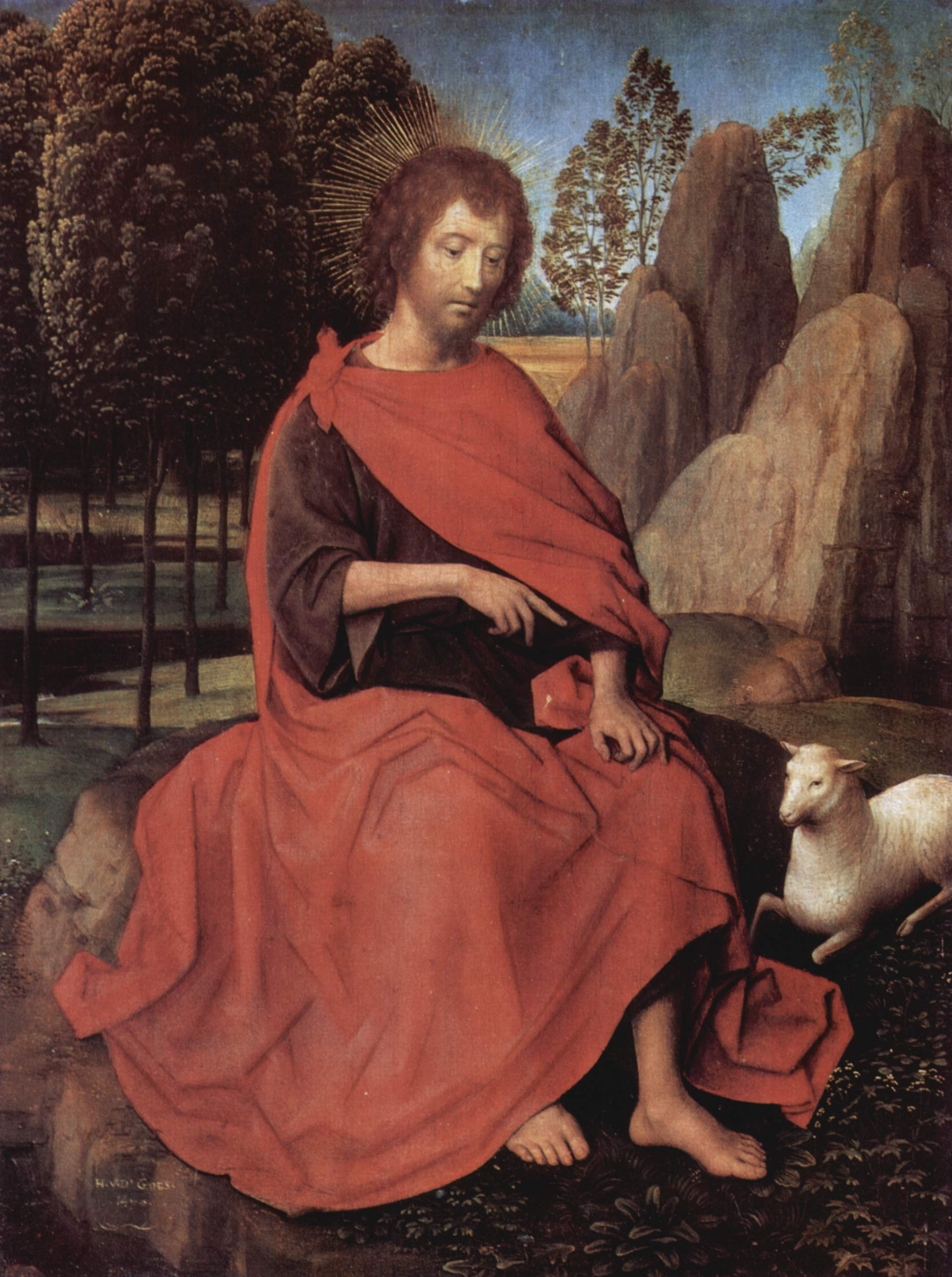
Saint Jean Baptiste, par Hans Memling (1470).

Étienne Trocmé relève que « Jean Baptiste ne nous est connu que par des documents très incomplets : un passage des Antiquités juives de Flavius Josèphe, ouvrage achevé vers 93-94 de l'ère chrétienne ; plusieurs passages du Nouveau Testament. » Ces récits relatifs à Jean le Baptiste « suffisent à attester l'existence et l'importance du personnage, même s'ils laissent subsister d'immenses zones d'ombre, que des textes plus tardifs n'éclairent nullement ».
François Blanchetière note que, chez Flavius Josèphe, le personnage de Jean est plutôt banalisé tout en cadrant avec ce que nous savons des mouvements baptistes de l'époque. Il apparaît respecté de ses contemporains et ayant une grande influence sur les foules au point qu'Hérode Antipas le fasse arrêter de peur qu'il ne suscite une rébellion. La déroute d'Antipas face à Arétas IV est d'ailleurs considérée au sein de la population juive comme une vengeance divine contre Antipas pour le punir d'avoir mis Jean à mort.

### Ascète et juif «observant»
D'après l'Évangile selon Luc, Jean est le fils de Zacharie, un prêtre qui assure des fonctions au Temple de Jérusalem. Il appartient donc à une famille sacerdotale. « Jean est un cohen-prêtre rural qui pourtant prône un pardon des péchés par le baptême et non par les rites du Temple. C'est surtout un solitaire à l'ascèse proverbiale (Mt 11, 18) non sans parallèle à l'époque. » Ses traits et ses mœurs rappellent d'assez près ceux de Bannos, dont Flavius Josèphe s'était fait l'émule dans sa jeunesse.

### Jean le Baptiste et l'essénisme
Même si Otto Betz (de) a examiné la possibilité que Jean le Baptiste ait vécu à Qumrân, les pratiques de Jean et celles des esséniens n'ont que peu de rapports. Entre l'immersion effectuée par Jean dans les eaux du Jourdain et les rites des esséniens tels que les définissent les manuscrits de la mer Morte, les différences se révèlent fondamentales : « l'idéologie du Jourdain n'occupe aucune place dans les écrits de Qumrân ». Ces deux mouvements demeurent bien distincts. Entre autres, Émile Puech relève que les rites de purification chez les esséniens « n'ont rien de commun avec le baptême d'eau pratiqué par Jean devant l'imminence du Jugement divin et la venue du règne messianique », rites esséniens qui comportent une « confession des péchés de type collectif […], contrairement au pardon des péchés lié au baptême personnel administré par Jean ». En accord avec Puech, François Blanchetière écrit que Jean « n'a sans doute pas eu de contacts personnels directs avec l'essénisme ».

### Jean le Baptiste et Jésus

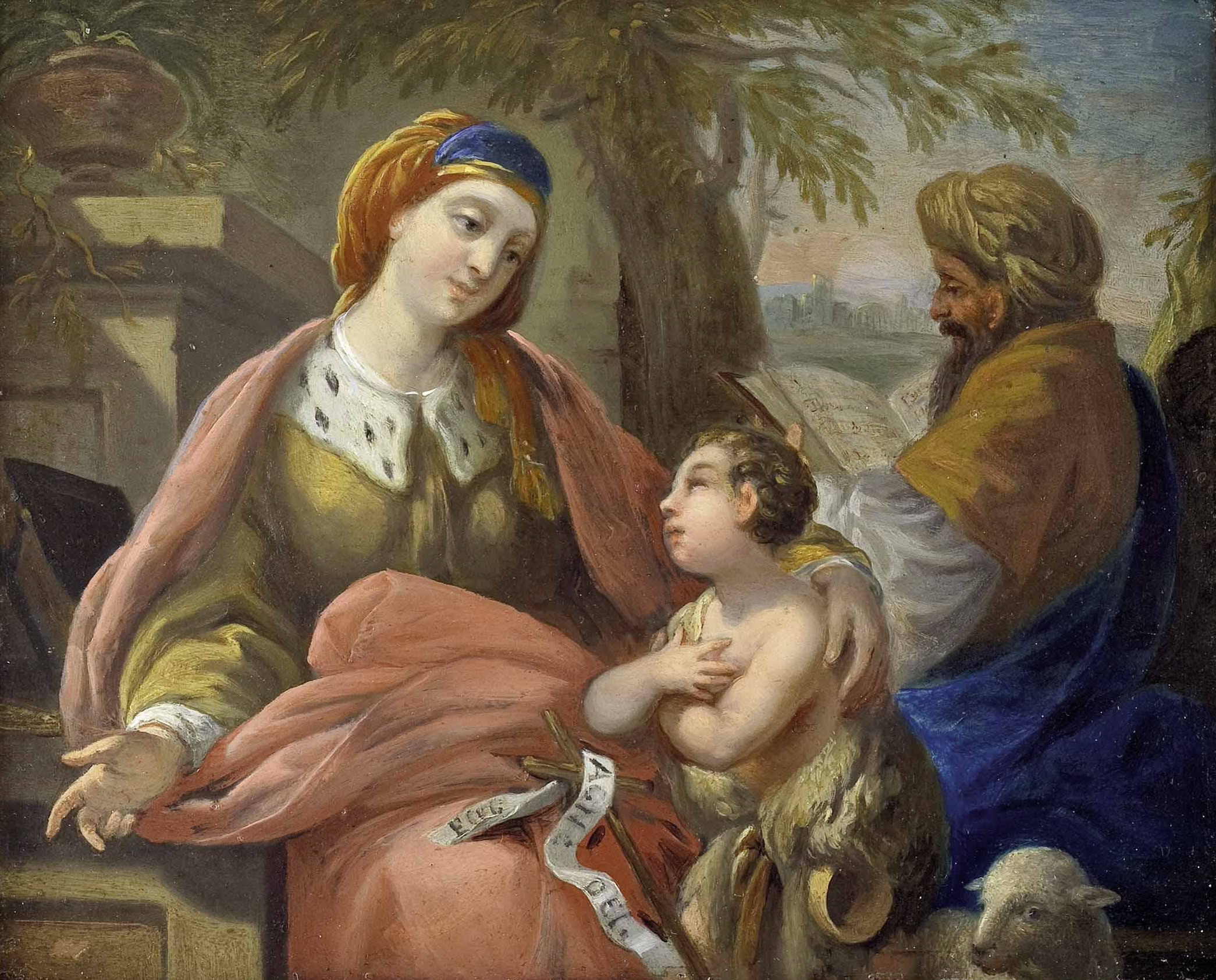
Élisabeth, Jean et Zacharie, entourage de Lagrenée, v. 1805.

Selon François Blanchetière, « les premiers disciples de Jésus semblent issus de l'entourage de Jean Baptiste : André, Simon-Pierre, Philippe, Nathanaël (Jn 1. 35-51). »
Dans les évangiles, Jean reconnaît Jésus, son disciple, comme plus grand que lui, mais selon le théologien Étienne Trocmé, « les épisodes rapportés par les évangélistes pour montrer le Baptiste faisant allégeance à Jésus (Mt 3. 14 ; Lc 3. 16) ont un caractère légendaire. » En effet, « la figure dont Jean Baptiste annonçait la venue prochaine était Dieu lui-même et non un Messie plus ou moins humain ». De plus, si l'on en croit l'Évangile selon Matthieu (Mt 11. 2-19), de sa prison, Jean aurait envoyé quelques-uns de ses disciples pour « savoir à quoi s'en tenir sur le sens d'une prédication et d'un comportement [ceux de Jésus] qu'il trouvait sympathiques mais déroutants » ; la réponse de Jésus a-t-elle convaincu Jean Baptiste que son ancien disciple jouait un rôle messianique ? « On peut en douter, écrit Étienne Trocmé, vu le silence des évangiles sur l'accueil fait par Jean à la réponse de Jésus ».

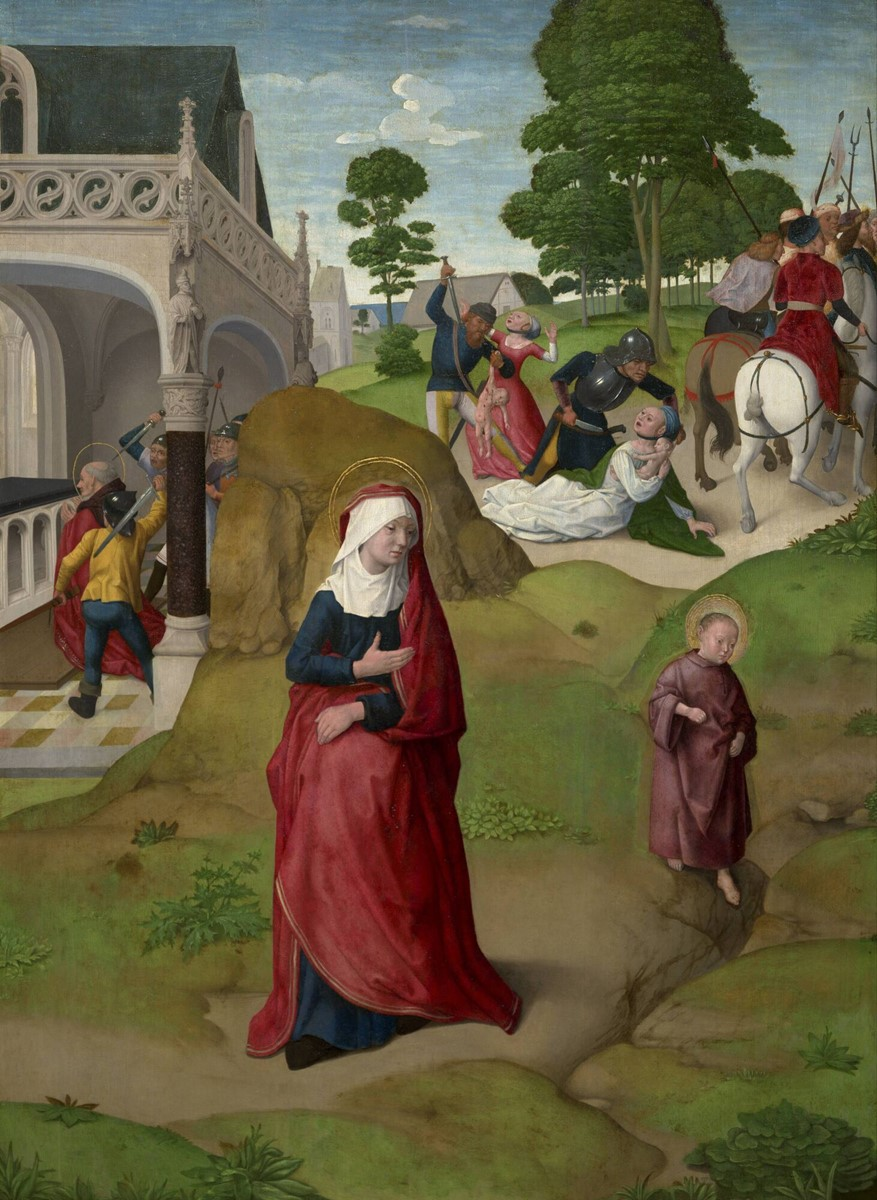
La Fuite d'Élisabeth avec son fils le Baptiste, par le Maître de l'autel de Saint-Jean (v. 1500), musée Boijmans Van Beuningen, Rotterdam.

De même, pour Pierre Geoltrain, la « déclaration d'allégeance » de Jean produite dans les évangiles constitue un « trait légendaire car Jean Baptiste annonçait la venue de Dieu et non d'un prophète », et donc un « trait révélateur. En effet, au dire du quatrième évangile, Jésus recrute ses deux premiers disciples, André et Pierre, dans le cercle des disciples du Baptiste, puis, après un court séjour en Galilée, revient en Judée où il baptise (ou laisse ses disciples baptiser) indépendamment de Jean et rallie plus d'adeptes que lui, ce qui manifestement inquiète les disciples du Baptiste. Il y eut, de manière certaine, une rivalité entre les deux groupes ».
Les spécialistes discutent pour déterminer dans quels lieux les deux hommes se rencontraient. L'Évangile selon Jean localise l'activité de Jean le Baptiste sur les rives du Jourdain (Jn 10. 40) ou à Béthanie au-delà du Jourdain (Jn 1. 28 ; Jn 3. 26). Le lieu appelé Aenon « près de Salim où les eaux sont abondantes » est identifié au lieu-dit « Uyum » à Ain Fa'rah,. L'autre, « Béthanie au-delà du Jourdain, où Jean baptisait (Jn 1. 28) » et où l'on situe la première rencontre entre Jésus et Jean, est localisée en Pérée au-delà du Jourdain par la tradition chrétienne. Toutefois, selon les travaux de Murphy O'Connor repris par François Blanchetière, cette localisation — à Al-Maghtas — se révèle impossible à soutenir.

### Date de naissance de Jean le Baptiste
Si la mort de Jean le Baptiste est située par le consensus historien vers 28-29, on ne sait rien en revanche sur la date de sa naissance et encore moins sur ses circonstances. Un seul texte traite de la naissance de Jean le Baptiste : les récits de l'enfance de Jésus que l'Évangile selon Luc a ajoutés vers l'année 85 à la trame de l'Évangile selon Marc. Jean serait né seulement six mois avant Jésus (Lc 1. 26), qui lui-même serait né au temps du « premier » recensement, alors que « Quirinius était gouverneur de Syrie (Lc 2. 1-2) ». Un recensement a eu lieu en 6 apr. J.-C..
Toutefois, le même évangile place la naissance de Jean Baptiste « aux jours d'Hérode, roi de Judée (Lc 1. 5) » qui est mort en 4 av. J.-C.. De plus, la version slavonne de la Guerre des Juifs évoque une rencontre entre le Baptiste et l'ethnarque Hérode Archélaos qui est destitué et exilé en 6 apr. J.-C.,, ce qui voudrait dire que Jean était déjà un adulte au moment où Jésus est né. Pour un ensemble de raisons, des historiens comme Gilbert Picard ou Étienne Nodet estiment que Jean appartenait à la génération qui a précédé Jésus,, mais la plupart des critiques préfèrent dire que l'on ne sait rien de précis à ce sujet.

### Date de sa mort
Selon la majorité des historiens et exégètes, la mort de Jean Baptiste est à situer vers 28/29, ou, à l'instar de la formulation d'André Paul, « vers la fin des années 20 », avant l'arrestation et la crucifixion de Jésus qui aurait eu lieu vers 30 ou 33. Quelques chercheurs optent pour une date un peu plus tardive — vers 32 — dans une chronologie qui fixe en 33 la mort de Jésus de Nazareth, également admise par une partie non négligeable de la recherche.

## Jean le Baptiste selon la tradition chrétienne

### La naissance de Jean le Baptiste

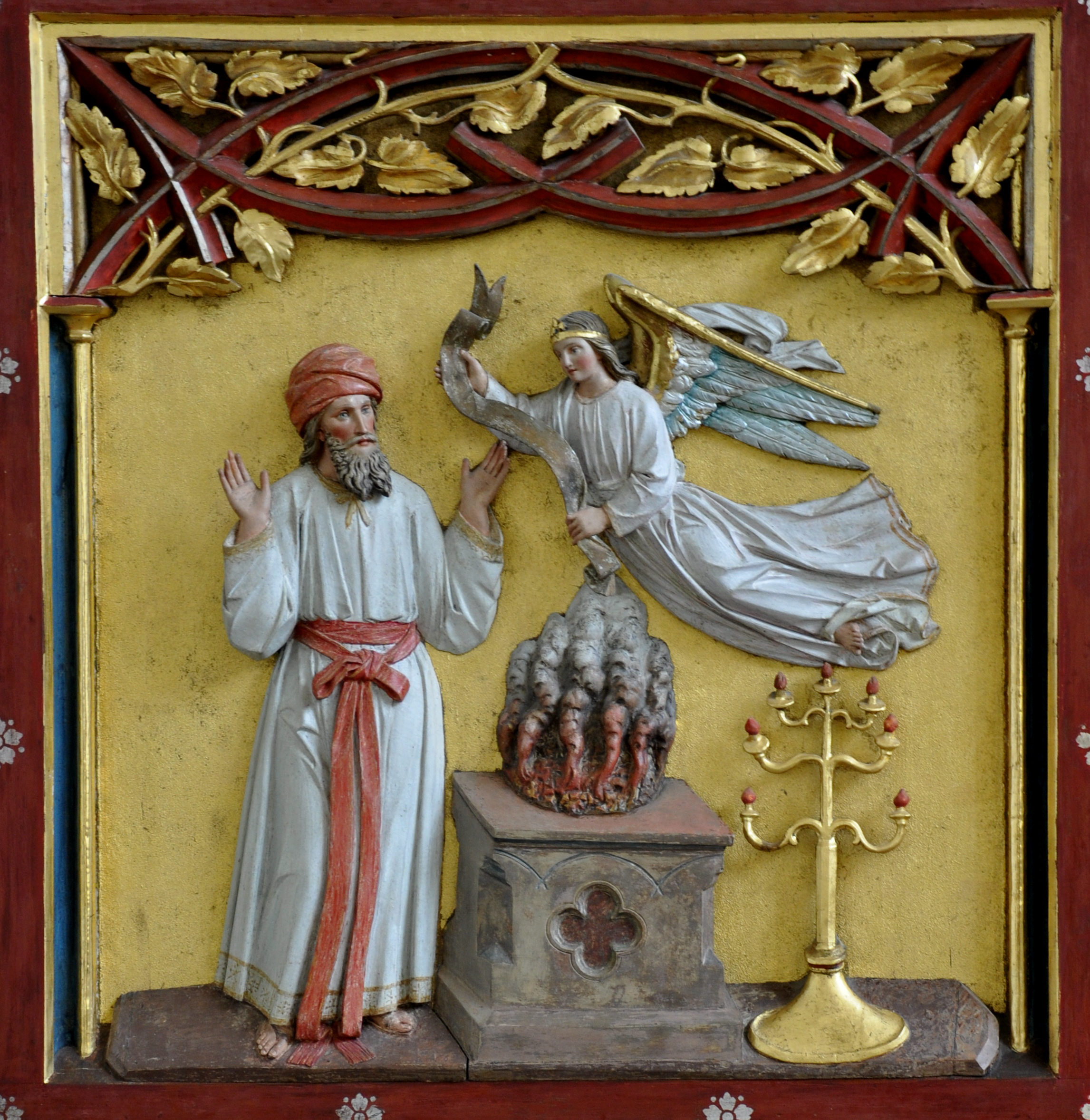
L'Annonciation à Zacharie, par Anselm Sickinger (1862), maître-autel de l'église Saint-Jean-Baptiste, Ailingen (Friedrichshafen).

Selon Blanchetière, dans l'Évangile selon Luc, « l'histoire de Jean Baptiste est un midrash bâti sur les récits bibliques de la naissance d'Isaac et surtout de Samuel, le précurseur de David, type du roi messianique ». Cet évangile est le seul à évoquer la naissance de Jean le Baptiste et son annonce à Zacharie par l'archange Gabriel :

« Mais l'ange lui dit : « Ne crains point, Zacharie, car ta prière a été exaucée. Ta femme Élisabeth t'enfantera un fils, et tu lui donneras le nom de Jean. Il sera pour toi un sujet de joie et d’allégresse, et plusieurs se réjouiront de sa naissance. Car il sera grand devant le Seigneur. Il ne boira ni vin ni liqueur enivrante, et il sera rempli de l'Esprit saint dès le sein de sa mère ; il ramènera plusieurs des fils d'Israël au Seigneur, leur Dieu ; il marchera devant Dieu avec l'esprit et la puissance d'Élie, pour ramener les cœurs des pères vers les enfants, et les rebelles à la sagesse des justes, afin de préparer au Seigneur un peuple bien disposé. » […] Le huitième jour, ils vinrent pour circoncire l'enfant, et ils l'appelaient Zacharie, du nom de son père. Mais sa mère prit la parole, et dit : "Non, il sera appelé Jean". […] Zacharie demanda des tablettes, et il écrivit : "Jean est son nom." »

— Évangile selon Luc
Il est le fils du prêtre Zacharie et d’Élisabeth, que le verset Luc 1, 36 qualifie de « parente », de Marie, la mère de Jésus, alors que la tradition musulmane indique qu’Élisabeth est la tante maternelle de Marie. Comme celle de Jésus, la naissance de Jean est annoncée à Zacharie par l’archange Gabriel, qui lui dit que son fils à naître, Jean, sera rempli de l’Esprit saint et aura la puissance d’Élie. Une tradition qui fait de Marie la cousine d'Élisabeth, mère de Jean le Baptiste, fixe aussi le lieu de naissance de ce dernier à Sepphoris.

### Carrière publique

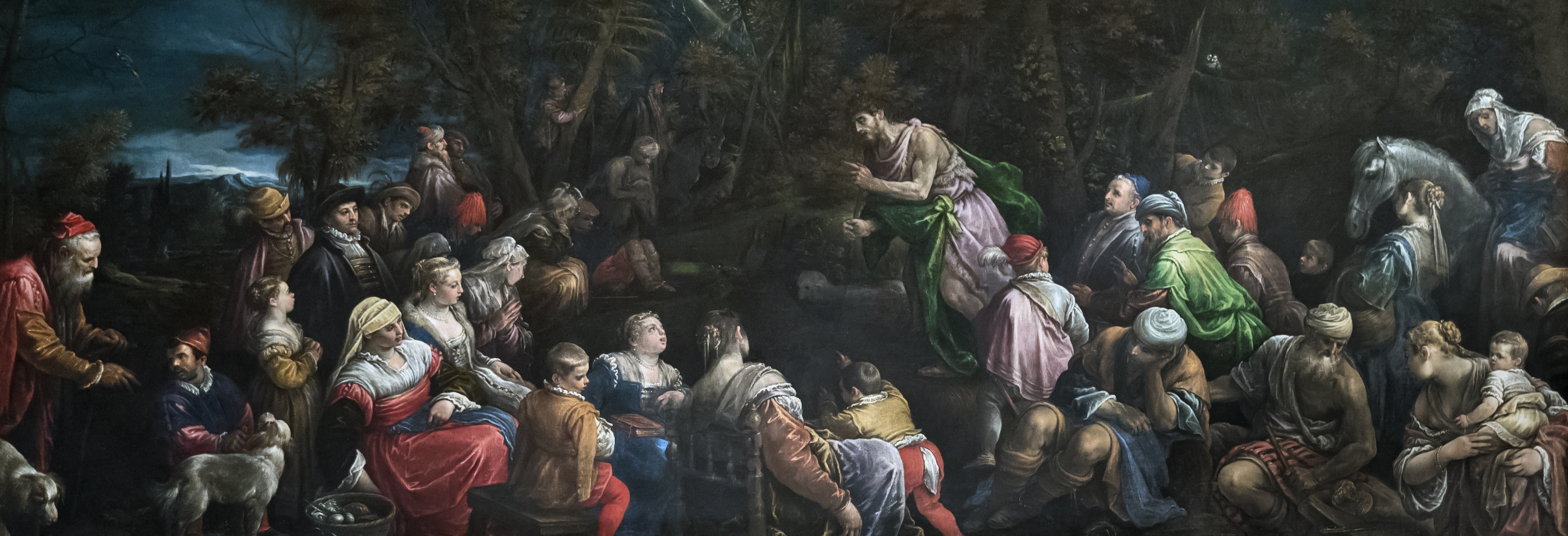
La Prédication du Baptiste, par Francesco Bassano le Jeune, église San Giacomo dall'Orio, Venise.

Jean mène une vie d'ascèse caché dans le désert, se nourrissant de « sauterelles et de miel sauvage » (Matthieu III:4), et pratiquant le jeûne. En suivant l'Évangile selon Luc pour dater le moment où Jean Baptiste commence à prophétiser, son action peut se situer vers l'an 29. Il est à cette époque installé sur les bords du Jourdain, où il pratique le « baptême de repentance » par immersion dans l'eau, ce qui est légèrement différent de la description de son baptême par Flavius Josèphe. Jean réunit autour de lui de nombreux disciples, leur annonçant la venue d'un personnage plus important que lui, que la tradition chrétienne interprète comme le Messie : « Moi, je vous baptise avec de l'eau, pour vous amener à la repentance, mais vient celui plus fort que moi, et je ne suis pas digne de porter ses sandales. Lui vous baptisera dans l'Esprit saint et le feu » (Matthieu III:11).

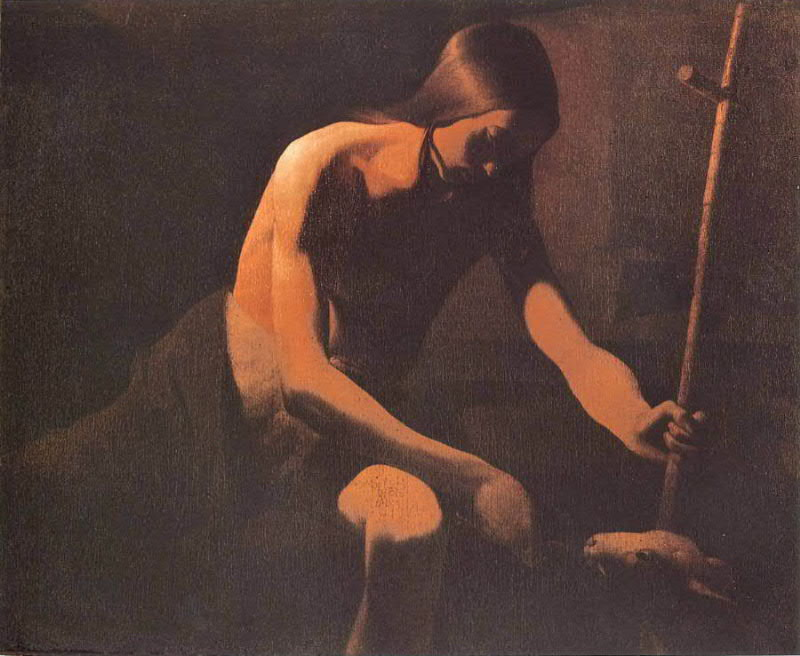
Saint Jean-Baptiste au désert, par Georges de La Tour, v. 1651.

Dans l'Évangile selon Matthieu (III:13-17), Jésus vient voir Jean pour être lui aussi baptisé. Jean lui dit : « C'est moi qui ai besoin d'être baptisé par toi », et Jésus lui répond : « Laisse faire maintenant, car il est convenable que nous accomplissions ainsi tout ce qui est juste. » Jean baptise donc Jésus et c'est au sortir de l'eau que ce dernier voit « l'Esprit de Dieu descendre comme une colombe et venir sur lui (Mt 3:16) », tandis « qu'une voix venue des cieux disait : « Celui-ci est mon Fils bien-aimé, qui a toute ma faveur » (Mt 3:17). » Dans l'Évangile selon Jean, le baptême de Jésus par Jean disparaît, ce dernier se contente de reconnaître Jésus comme « l'agneau de Dieu ».
Analysant le rôle de Précurseur que le Nouveau Testament confère à Jean, Simon Légasse souligne les distorsions que le texte chrétien doit pratiquer pour préserver l'évocation du Baptiste en écartant toute idée de rivalité possible entre le maître et le disciple. « Les évangélistes évoluent en quelque sorte sur la corde raide lorsqu'ils cherchent à garder Jean Baptiste dans les écrits où Jésus occupe la place centrale ». Ils christianisent Jean en l'incluant dans l'œuvre de salut, avec le souci de ne pas nuire à Jésus. « Luc par exemple prend bien soin de ne pas porter préjudice à Jésus en exaltant le Précurseur. C'est ainsi qu'il élimine ce dernier de son récit avant que Jésus n'y fasse son apparition pour un baptême que le lecteur sait pourtant avoir été administré par Jean » (3, 19-22) ».

### Jean, nouvel Élie

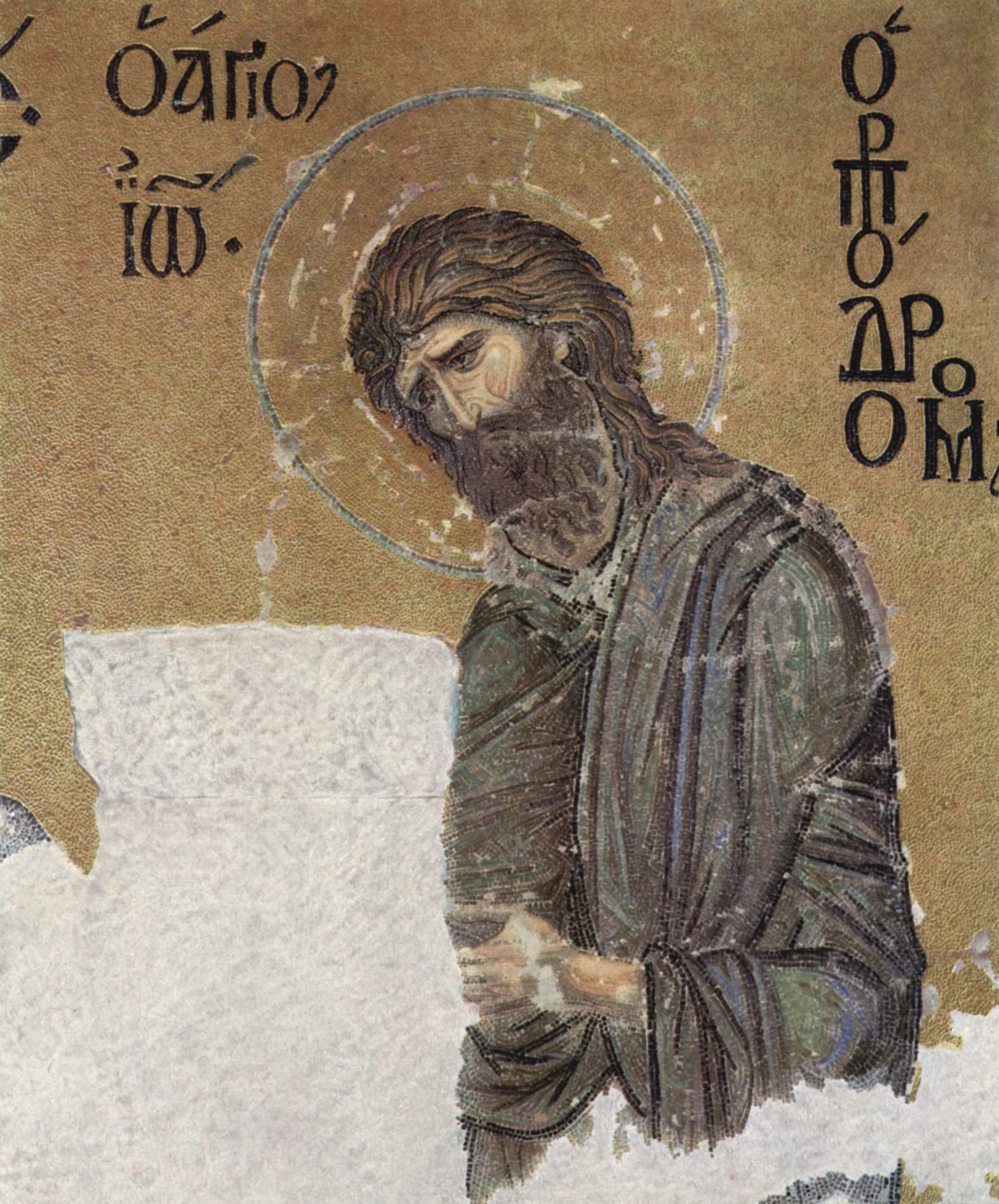
Jean le Baptiste « Précurseur » (Prodromos), mosaïque byzantine du XIIe siècle, basilique Sainte-Sophie de Constantinople.

Les quatre Évangiles citent, au sujet de Jean Baptiste, la prophétie d’Isaïe : (Is 40, 3) « Voix de celui qui crie dans le désert : rendez droit le chemin du Seigneur ».
Dans les Évangiles synoptiques, Jean est présenté comme un nouvel Élie ou comme un Élie redivivus, comme l'ont été d'autres à l'époque y compris Jésus de Nazareth. Même s'il n'a pas eu de contact direct avec les esséniens, « il a été tributaire de tout un courant de réflexion sur la littérature prophétique et plus spécialement sur le message d'Isaïe ou l'enseignement d'Ézéchiel ». L'audience de ce prophète apocalyptique n'a cessé de croître au point de susciter la réaction « d'Hérode » « il est de ceux qui comme déjà Amos ou Osée prennent fait et cause pour les petites gens qu'une interprétation rigoriste et outrancière de la Torah, ainsi que l'aliénation résultant de la domination romaine, écrasent ». « Ceux à qui il s'en prend avec le plus de virulence sont les dépositaires du pouvoir » ainsi que leurs subordonnés, soldats, collecteurs d'impôts et autres publicains. Les autorités religieuses font aussi partie de ses cibles.
À l'époque de Jésus, la tradition juive s'attendait à ce que la venue du « Messie fils de David » soit précédée par le retour du prophète Élie mystérieusement élevé au ciel dans un char de feu (2R 2, 16). Ce nouvel Élie devait frayer un chemin pour préparer le grand jour de YHWH, en invitant les hommes à se convertir et en restaurant Israël. Dans l'Évangile selon Marc (Mc 9, 9-13) et celui de Matthieu (Mt 17, 9-13), Jésus le considère comme le précurseur (grec ancien : πρόδρομος pródromos, ce qui lui vaut d'être nommé le « Prodrome » par les orthodoxes) annoncé sous la figure d'Élie : « Je vous le dis : Élie est bien déjà venu et ils l’ont traité à leur guise. » Dans l'Évangile selon Jean (Jn 1, 19-34), Jean Baptiste nie être Élie, car son auteur appartient à une communauté, qui dans les années 90-100, considérait que Jésus n'était pas « le Messie fils de David qui vaincra à Jérusalem », mais « le Messie fils de Joseph qui sera vaincu à Jérusalem » (cf. Esdras IV, Rabbi Dosa dans le Talmud de Babylone, TB Soucca 52a (baraitah), et manuscrits de la mer Morte).

### Conflit avec Hérode Antipas
Jean reproche à Hérode Antipas, tétrarque de Galilée et de Pérée, son union avec Hérodiade, l'épouse de son demi-frère Hérode Boëthos.
Dans l'Évangile selon Marc (VI:14-29), Hérode (dont on suppose qu'il s'agit d'Hérode Antipas, malgré le titre de « roi » que lui donne l'évangéliste), excédé par les critiques au sujet de son mariage, ordonne l'arrestation de Jean et « le fait lier en prison ». Sa femme Hérodiade voulait faire tuer Jean, mais Hérode Antipas le protégeait, car il le « connaissait pour un homme juste et saint » et « l'écoutait avec plaisir ».
Le Baptiste critique fortement ce mariage en disant à Antipas : « Il ne t'est pas permis d'avoir la femme de ton frère (Mc 6:19) ». En effet, cette union choquait « en raison de l'interdiction légale du mariage avec la femme de son frère (Lév. 18:16 ; 20:21), que Jean Baptiste rappelait sans ménagement. Selon les Évangiles synoptiques, c'est à la suite de ces admonestations qu'Antipas le fait jeter en prison, puis décapiter quelque temps plus tard.
Peu après, un récit « plus pittoresque que solide » rapporté par l'Évangile selon Marc, décrit les circonstances de la mise à mort de Jean.
« Or vint un jour propice, quand Hérode, à l'anniversaire de sa naissance (Mc 6:21) » donna « un banquet pour les grands de sa cour, les officiers et les principaux personnages de la Galilée (Mc 6:21) ». La fille d'Hérodiade dansa et « elle plut à Hérode et à ses convives ». « Le roi » lui dit : « Demande-moi ce que tu voudras… Ce que tu me demanderas, je te le donnerai, fût-ce la moitié de mon royaume »,. La fille d'Hérodiade demanda pour sa mère la tête de Jean Baptiste présentée sur un plateau. Hérode, fort attristé, envoya cependant un garde décapiter Jean dans sa prison, placer sa tête sur un plateau et la présenter à la jeune danseuse qui l'offrit à sa mère Hérodiade. Dans les évangiles, le nom de la fille d'Hérodiade qui se livre à la danse n'est pas précisé. La tradition retient le nom de Salomé.

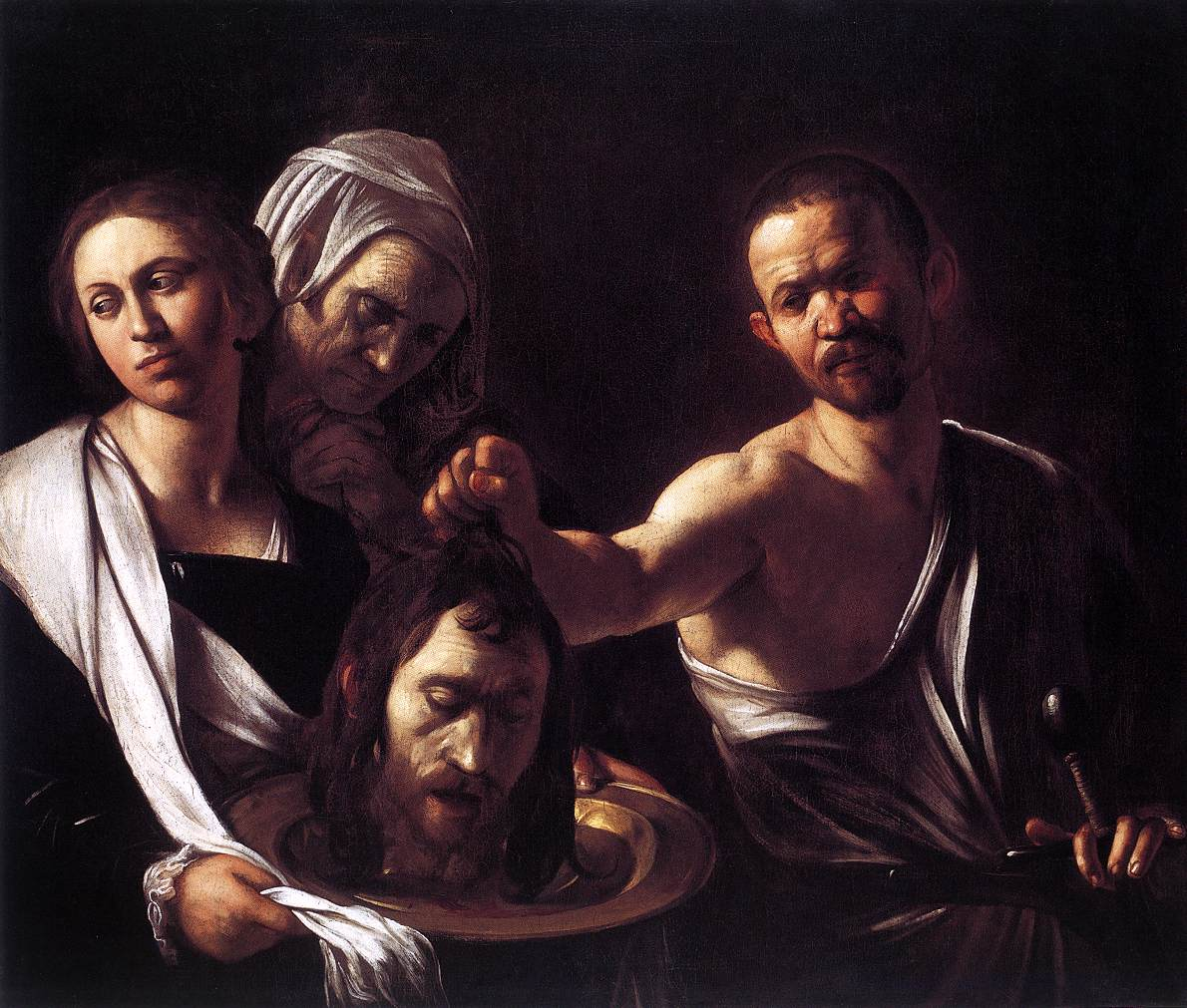
Salomé avec la tête de saint-Jean Baptiste (1607), par Le Caravage.

Pour plusieurs auteurs, cette « séquence évangélique », « n'est pas sans évoquer le livre d'Esther »,. Pour Claudine Gautier, « le récit évangélique emprunte à deux sortes de sources. Des sources vétérotestamentaires tout d’abord. Cette jeune fille à qui, parce qu’elle lui a plu au cours d’un banquet, un roi promet : « ce que tu me demanderas, je te le donnerai, jusqu’à la moitié de mon royaume » (Marc 6,23), n’est pas sans rappeler l’héroïne du Livre d'Esther, à qui le roi Assuérus, séduit lui aussi au cours d’un banquet, fait mot pour mot la même promesse (Esther 5,3-6 ; 7,2). La première reçoit sur un plat la tête du Baptiste, la seconde obtient la mise à mort de Haman, le conseiller félon.
Flavius Josèphe de son côté dit simplement que Jean fut exécuté à Machéronte après y avoir été incarcéré, Hérode Antipas craignant que ce prophète n'utilise l'emprise qu'il avait sur la population pour la pousser à la révolte.

« Hérode (Antipas) craignait qu'une telle faculté de persuader ne suscitât une révolte, la foule semblant prête à suivre en tout les conseils de cet homme. Il aima donc mieux s'emparer de lui avant que quelque trouble se fût produit à son sujet, que d'avoir à se repentir plus tard, si un mouvement avait lieu, de s'être exposé à des périls. À cause de ces soupçons d'Hérode, Jean fut envoyé à Machaero, la forteresse dont nous avons parlé plus haut, et y fut tué. »

Pour Pierre Geoltrain, « ce bref récit replace le mouvement de Jean Baptiste dans l'histoire, celle des soulèvements provoqués par des révoltés, tel Judas le Galiléen à la mort d'Hérode le Grand (père d'Hérode Antipas et de Philippe le Tétrarque), ou par des « prophètes » illuminés qui ameutaient des foules dans l'attente de prodiges, ou encore par d'obscurs prétendants à la royauté ».
Outre cette crainte d'Hérode Antipas, Jean le Baptiste est victime de sa prédication qui entend substituer l'immersion baptismale aux sacrifices, relativisant de la sorte l’importance du rôle des élites sacerdotales et celui du Temple, comme il est possible que son jugement des mœurs d'Hérode — fustigeant le souverain et son union scandaleuse avec la femme (Mc 6, 17) de son demi-frère — ait contribué également à sceller son sort.

## Postérité

### Après la mort de Jean
L'Évangile selon Jean témoigne, lors de son écriture dans les années 90-100, qu'il y eut rivalité entre le mouvement des disciples de Jésus et les baptistes ne l'ayant pas reconnu comme Messie. « De multiples sources attestent que des groupes vénérant le Baptiste et le considérant, pour certains, comme le Messie, ont perduré et poursuivi la polémique : qui, de Jésus ou de Jean, est le plus grand ? ». La communauté des mandéens, composée de fidèles de Jean le Baptiste, verra en lui l'ennemi de Jésus-Christ.
« Outre Jn 1. 18-21, deux péricopes réaffirment catégoriquement à leur tour la supériorité de Jésus sur Jean (Jn 1. 27 ; Jn 3. 22), ce qui renvoie sans aucun doute à une polémique, non pas entre Jésus et Jean, mais entre disciples de Jésus et disciples de Jean. » Parmi ceux visés par la polémique se trouvent d'autres baptistes « dont peut-être les partisans de Simon le Mage ou de Dosithée en Samarie. » Pierre Geoltrain estime toutefois que l'on ne peut pas savoir si la rivalité entre les deux groupes remontait à la période où le Baptiste était encore vivant.

### Années 50-90

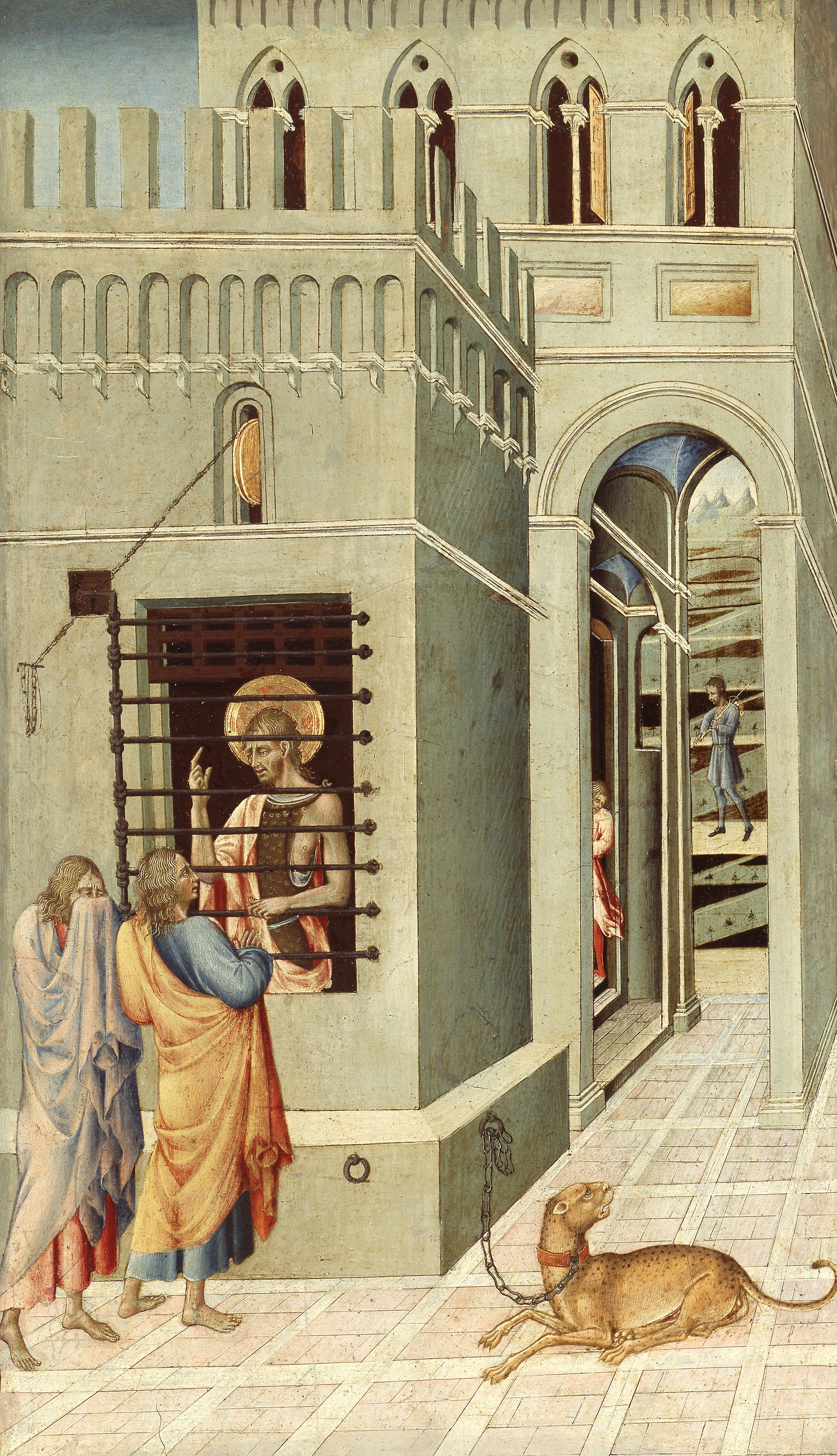
Saint Jean Baptiste en prison visité par deux disciples, Giovanni di Paolo (entre 1455 et 1460), Art Institute of Chicago.

L'Évangile selon Jean et l'arrière-plan des Actes des Apôtres laissent percevoir une lutte d'influence entre les disciples du Baptiste, qui voient en lui le Messie (Jn 3. 28), et ceux de Jésus.
Selon les Actes, vers 50 à Éphèse (province proconsulaire d'Asie), un Juif de naissance, venant d'Alexandrie et nommé Apollos (ou Apollonios), est considéré par des disciples de Paul de Tarse comme faisant partie de leur mouvement, « bien qu'il connût seulement le baptême de Jean, (le Baptiste) ». Ainsi, la prédication de Jean le Baptiste avait fait des adeptes en Égypte. Selon François Blanchetière, Apollos, « formé à Alexandrie dans un milieu qui ressemblait aux Thérapeutes de Philon, avait adopté le baptême de Jean. Les membres du mouvement attendaient avec impatience la venue du Christ, le roi messianique qui les délivrerait de la domination des Romains ». Comme les membres de la communauté d'Éphèse, Apollos devient alors « adepte de la Voie du Seigneur » (ou instruit de la Voie du Seigneur), ce qui est le nom des partisans de Jésus. Les communautés messianistes d'Égypte ont probablement disparu — ou quasiment disparu — lors du massacre des Juifs d'Égypte sous Trajan qui a suivi la révolte des exilés (116-117).

### Les mandéens
Selon la tradition des mandéens, leur communauté se serait formée autour de Jean Baptiste. Ils pourraient faire partie de ceux qui ne se sont pas ralliés à Jésus. Selon eux, et notamment le Haran-Gawaita, leur départ de Palestine aurait eu lieu en 37-38.
Pour André Paul ou Simon Claude Mimouni, les groupes mandéens existant actuellement en Irak et en Iran relèvent du seul courant vraiment baptiste qui ait persisté jusqu'à aujourd'hui,.

### Baptisme et baptême de Jean

Baptême du Christ par Francisco de Goya. 1780.

Lors de son apparition au IIe siècle av. J.-C., « le baptisme est une forme religieuse qui reporte sur les pratiques baptismales ce qui auparavant correspondait aux pratiques sacrificielles : le salut par les baptêmes et non plus par les sacrifices, ou si l'on préfère, le salut par l'eau des baptêmes et non plus par le feu des sacrifices ».
Selon François Blanchetière, au Ier siècle, outre les esséniens « entrent dans la catégorie des baptistes, tout d'abord Jean le cousin de Jésus, précisément surnommé « le Baptiste », et ses disciples très souvent évoqués par les évangélistes, ou encore l'ermite Bannous qui, au témoignage de Flavius Josèphe un temps son disciple, « prenait nuit et jour dans l'eau froide de nombreux bains de purification (Vita 11) », et de même les hémérobaptistes pratiquant le bain quotidien, les masbothéens, terme qui n'est peut-être qu'une traduction araméenne de « baptiste ». Tous ces groupes auraient été présents à Jérusalem, mais surtout sur les rives du Jourdain, avant de se replier vers la Transjordanie au moment de la première révolte » (vers 70).
Selon André Paul, Jean Baptiste « pratiquait un rite d'immersion individuelle appelé « baptême » ». Devenu un « homme au rayonnement notoire », son surnom « dit bien l'objet de sa réputation : « le Baptiste », littéralement « l'Immerseur ». Ce mot dérive du grec baptizein, « plonger », « immerger » ». « On venait à ce dernier « pour s'unir dans le baptême », dans un rite véritable d'initiation. Le but de l'acte était l'entrée signifiée, consacrée, dans un groupe d'élus ». Le baptême de Jean servait également à « purifier le corps », l'âme étant purifiée au préalable « par la justice ».
Jean Baptiste proclamait un baptême de repentir en vue de la rémission des péchés, ce qui le situe dans l'espérance juive d'un Nouvel Exode qui viendrait renouveler définitivement l'Alliance. Il concevait le baptême qu'il administrait non comme une purification des souillures rituelles, mais comme une expiation des fautes morales et devait être perçu comme étant dans le prolongement, sans pour autant la satisfaire, de la prophétie de Daniel annonçant un oint qui mettrait un terme au péché et absoudrait les fautes (Daniel 9, 24). Enfin par son baptême "au-delà du Jourdain "(Jean 10, 40), Jean Baptiste faisait passer ceux qui venaient à lui à travers le Jourdain, comme lors de la traversée de ce cours d'eau au terme du premier Exode.
Si Jean le Baptiste « compte parmi les sources directes du christianisme », « la religion chrétienne se développa sur la base d'un corps de doctrines et de rites qui dépasse très largement le cadre baptismal. La survivance d'éléments judaïques ou judéo-chrétiens liés au courant baptiste de Jean est attestée au Ier siècle par les Actes des Apôtres (Actes 19. 1-7) et jusqu'au IIIe par d'autres témoins ».

## Culte

### Fêtes de saint Jean Baptiste
Saint Jean Baptiste, la Vierge Marie et Jésus-Christ sont les trois seules personnes que l'Église orthodoxe célèbre par trois fêtes le jour de leur conception, celui de leur nativité et celui de leur mort. Les fêtes de Jean Baptiste sont les suivantes :
- 23 septembre, conception ;
- 24 juin, nativité, solennité dans le rite romain ;
- 29 août, décollation (martyre) ;
- 24 février, 1re et 2e inventions du chef[réf. souhaitée] ;
- 25 mai, 3e invention du chef ;
- 7 janvier, lendemain du baptême du Christ.

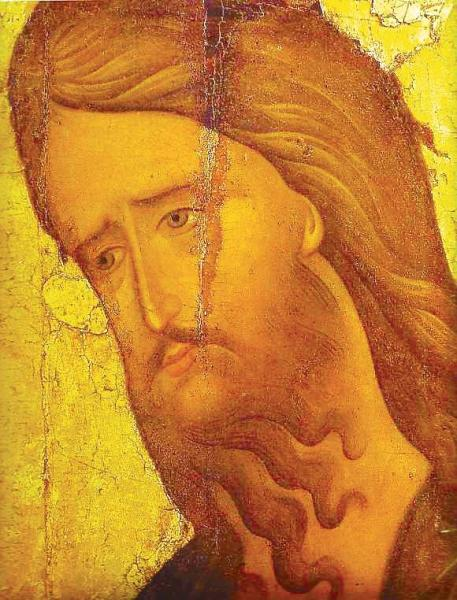
Icône orthodoxe de saint Jean Baptiste.

Les Églises chrétiennes fêtent sa nativité, aussi bien en Orient qu’en Occident, six mois avant Noël, le 24 juin, au moment du solstice d’été ; c’est une exception à la tradition de fêter les saints le jour de leur mort,. Parmi les nombreux rites qui sont associés à cette fête, certains semblent venir directement des anciennes grandes fêtes celtes du solstice d’été, lorsque cette nuit était réputée surnaturelle, et des feux cérémoniels allumés. La pratique des feux de la Saint-Jean, directement hérités des fêtes polythéistes du solstice d'été, reste très vivace dans de nombreuses villes et villages du monde occidental.
Comme la fête de Noël pour la date de naissance de Jésus, la date du 24 juin pour fêter celle de Jean Baptiste a été choisie au Ve siècle. Les deux naissances sont ainsi placées à six mois d'écart, trois jours après chaque solstice, moment où, avec un moyen d'observation rudimentaire, on peut voir que la durée des jours commence à augmenter (25 décembre), ou à diminuer (24 juin). Pour l'Église catholique parvenue au pouvoir, il s'agit à la fois de « recouvrir » deux fêtes païennes par des fêtes devenues chrétiennes, mais aussi d'illustrer tant l'écart de six mois entre les nativités de Jean et de Jésus que la phrase attribuée au Baptiste parlant de Jésus : « Il faut que lui grandisse et que moi je décroisse »,. Pour Alexandre Najjar, « l'église a ainsi christianisé le vieux rite païen qui célébrait l'astre du jour : le soleil qui commence sa descente à partir du 21 juin symbolise Jean Baptiste ; quand il recommence sa montée à partir du 22 décembre, il représente Jésus ». « Entre le Précurseur et le Messie, Luc s’attache d’ailleurs à construire une rigoureuse symétrie : ils naissent à six mois d’intervalle, ce que la tradition chrétienne a conservé en célébrant leurs naissances aux deux solstices opposés. L’un naît d’une femme réputée trop vieille pour enfanter, l’autre d’une vierge ; l’un est rempli du Saint-Esprit, l’autre est conçu du même Saint-Esprit ». Pour Claudine Gauthier, cette opposition si complète les ramène à l’unité et en fait des quasi-jumeaux.

### Saint patron
Jean le Baptiste est le saint patron de :
- la Jordanie[63] ;
- Terre-Neuve ;
- des Canadiens français ;
- ainsi que des villes de, Florence, Gênes, Perpignan, Perth, Porto, Turin, Québec, Saint-Jean-de-Maurienne, Saint-Jean, Wroclaw ;
- Ordre de Saint-Jean de Jérusalem et ordre souverain de Malte.

### Reliques

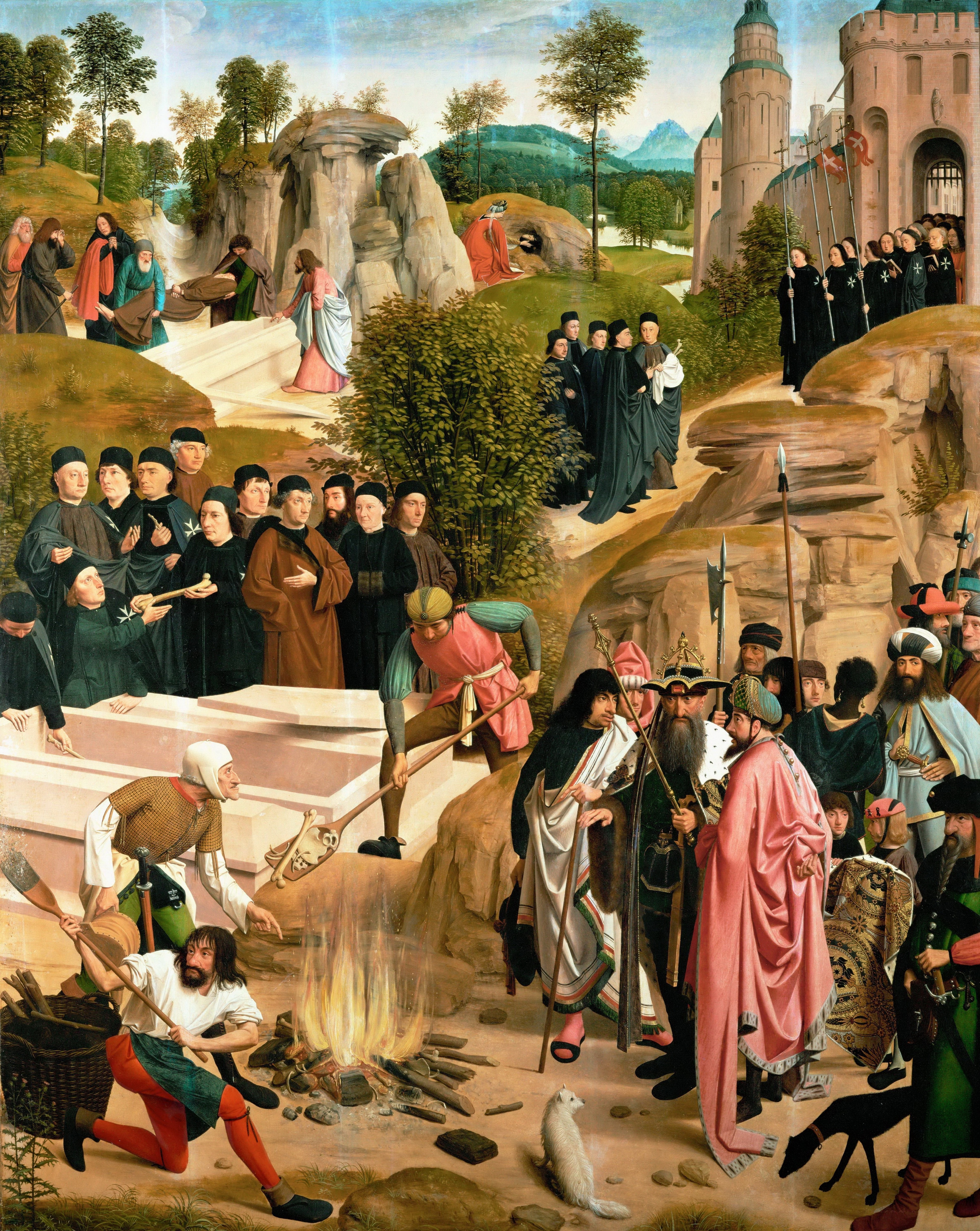
Rufin, traduisant Eusèbe relate la tradition étonnante du « second martyre » de Jean le Baptiste : la profanation de son tombeau à Sebaste par les soldats de Julien l'Apostat en 362, les os étant brûlés mais certains récupérés par les chevaliers de Saint-Jean (tableau de Geertgen tot Sint Jans vers 1484).

Les reliques attribuées à Jean Baptiste existent dans presque tous les pays chrétiens et à Damas, en pays musulman. Prétendues reliques car elles font l'objet, comme tous les corps des saints, d'un commerce international au Moyen Âge et que l'invention de reliques, même fausses, est souvent réalisée à des moments cruciaux pour les églises ou communautés monastiques, leur permettant de « sortir de difficultés financières, de réaffirmer le pouvoir d'un évêque, de défendre le bien-fondé d'une réforme, etc. » Des éclats d'os du saint sont même vendus sur des sites web comme eBay.

### Le tombeau de Sebaste (Samarie)

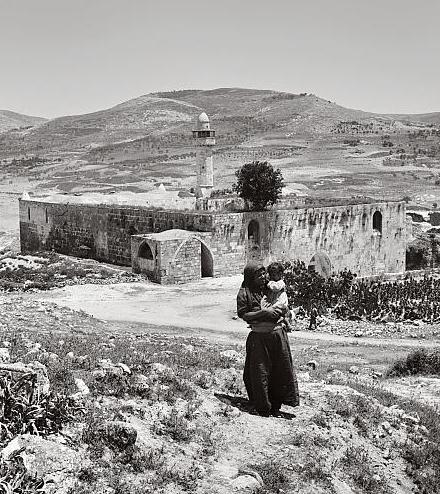
La mosquée du Nabi Yahya (du prophète Jean (le Baptiste) à Sebastia, près de Naplouse (Cisjordanie), site traditionnel où se trouvait la tombe du Baptiste.

Plusieurs textes anciens font état au IVe siècle de l'existence du tombeau de Jean Baptiste à Sebaste en Samarie, saint Jérôme témoignant des miracles liés à ce lieu de pèlerinage qui avait vertu de chasser les démons et de guérir les possédés. Théodoret de Cyr en fait aussi état. Rufin d'Aquilée accuse même l'empereur Julien (361-363) d'avoir ordonné la destruction de celui-ci et l'incinération du corps qui s'y trouvait, « les os brûlés et jetés au vent ». Cet empereur est connu pour son écrit contre les chrétiens, qu'il appelle « les Galiléens ».
Toutefois, les historiens n'accordent que peu de crédit à ces relations polémiques, émanant d'auteurs chrétiens très hostiles à cet empereur qui avait voulu revenir à la tolérance religieuse,,, avait mis en place une législation anti-chrétienne et tenté d'organiser une « église païenne »,.
En 333, le pèlerin anonyme de Bordeaux ne signale pas la présence de ce tombeau. Cette localisation près de Sébaste, impliquerait que la forteresse Machareous dont parle Flavius Josèphe ne serait pas Macheronte au fin fond sud de la Pérée, mais la forteresse Machareous, située par le même auteur au nord de la forteresse de l'Alexandrion dans d'autres de ses volumes.
Alexandre Najjar n'a toutefois aucun doute et raconte cette « terrible profanation ». D'après lui, des moines auraient sauvé une partie des ossements « qu'ils transportèrent à Jérusalem et qu'ils remirent à l'abbé Philippe qui les confia à son tour à saint Athanase, évêque d'Alexandrie ». C'est en tout cas ce que relate Rufin d'Aquilée.
Par contrecoup, la dispersion des cendres et l'anéantissement du corps de saint Jean Baptiste rehausse la valeur de la relique insigne de son chef, possession revendiquée par plusieurs sanctuaires. En suivant ce cheminement, certains pensent donc que le corps du prophète, se trouverait sous le mur nord de la grande église d'Alexandrie, découvert en 1976,. Mais de nombreux édifices religieux pensent, ou ont pensé, détenir ce corps. Ainsi un tombeau qui pourrait contenir la tête de Jean Baptiste (Yahya) se trouve dans la grande mosquée des Omeyyades de Damas, construite à partir de 705 sur l'emplacement de la basilique byzantine dédiée à saint Jean Baptiste. Selon Ibn Asakir, auteur d'un dictionnaire biographique de l'histoire de Damas en 80 volumes, lors de la construction de la mosquée le calife Al-Walīd aurait choisi de conserver à l'intérieur de son enceinte, la tête de Jean Baptiste dans son site original.

### La grotte de Jean Baptiste
En 2004, l'archéologue Shimon Gibson prétend avoir trouvé la grotte de Jean le Baptiste dans la vallée sauvage du kibboutz Tzouba près d'Ein Kerem où une tradition locale, qui selon le moine Theodericus du XIIe siècle remonte à l'impératrice Hélène, fixe le village de naissance de Jean Baptiste. Toutefois, aucun texte antique ne vient à l'appui de cette tradition. Cette découverte laisse sceptique les historiens. L'essentiel de ce qui a été trouvé est une grande citerne qui, selon Gibson, aurait servi de fonts baptismaux. Toutefois, les immersions des baptistes antiques devaient se faire impérativement dans de l'eau vive. Les fouilles archéologiques débutées en 1999, ont aussi mis en évidence des poteries datées du Ier siècle et des graffitis probablement de moines byzantins du IVe et Ve siècles dont un qui représente un personnage vêtu d'une peau de bête et tenant dans sa main gauche un bâton pastoral, rappelant la représentation de saint Jean Baptiste dans l'art byzantin.

### La tête de Jean Baptiste

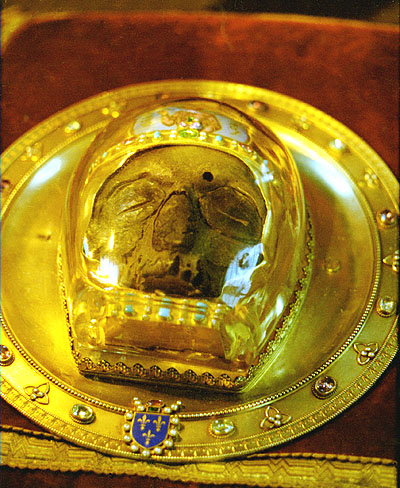
Cathédrale d'Amiens, le chef de saint Jean Baptiste dans son reliquaire, œuvre de Placide Poussielgue-Rusand (1876).

L'auteur anonyme (probablement un clerc séculier) de La Vie Saint Jehan-Baptiste en 1322 rapporte que dès l'origine, la tête du saint n'a pas été inhumée avec ses os. De plus, l'histoire des trois inventions du chef de Jean le Baptiste est assez confuse à cause du nombre des informations divergentes fournies par des sources de différentes époques. La divergence de ces traditions hagiographiques explique que de nombreuses églises ont revendiqué détenir comme relique insigne tout ou partie de la tête de Jean Baptiste :
- église Saint-Jean-Baptiste de l'Hebdomon à Constantinople[N 8]. Cette relique fut enlevée par les croisés en 1206 et transportée à Amiens, en France.
- monastère de l'île Saint-Yvan (Bulgarie).

#### Italie
- Basilique San Silvestro in Capite de Rome : relique de la tête de saint Jean Baptiste, apportée à Rome par des moines grecs. Elle fut déplacée dans cette basilique au XIIe siècle par le pape Innocent II.
- Cathédrale San Lorenzo de Gênes : chapelle contenant l'urne des cendres de saint Jean Baptiste.

#### France
- Cathédrale Notre-Dame d'Amiens, le chef supposé de Jean Baptiste fut rapporté à Amiens par un croisé, chanoine de Picquigny, Wallon de Sarton, en 1206.
- Abbaye royale de Saint-Jean-d'Angély, vers 1015, un crâne est découvert et attribué à Jean Baptiste, saint patron de l'abbaye. Cependant Adémar de Chabannes, contemporain des événements qui en a fait la relation, s'est fait l'écho de réticences que cette attribution suscitait parmi les clercs.

#### Syrie
- Grande mosquée des Omeyyades à Damas : reliquaire du chef de Jean Baptiste, connu dans l'Islam comme le prophète Yahyâ ibn Zakariya (c'est-à-dire Jean fils de Zacharie).
- Mosquée d'al-Nouri d'Homs[87].

### Les doigts de Jean Baptiste
- Selon Grégoire de Tours (De muliere quæ obtinuit pollicem Joannis Baptistæ…), une femme, non nommée, originaire de la ville de Maurienna (Saint Jean-de-Maurienne aujourd'hui), partit à Alexandrie, en Égypte, vers 550, pour rechercher des reliques de saint Jean le Baptiste[88] et en rapporta un pouce (un don de Dieu), à Saint-Jean-de-Maurienne. Cette femme reçut plus tard dans les sources le nom de Tygris, puis de sainte Thècle[89],[90] Le pouce deviendra le doigt qui a montré le Seigneur puis deux doigts, comme représentés par la stalle de Thècle dans la cathédrale de Saint-Jean-de-Maurienne, et enfin, les trois doigts de la main droite. Ces reliques sont conservées dans un reliquaire dans la cathédrale Saint-Jean-Baptiste de Saint-Jean-de-Maurienne ;
- un doigt de Jean figure dans le trésor de Saint-Jean-du-Doigt. Suivant les histoires, Sainte Thècle rapporta un des doigts en Normandie, où un breton vola la relique pour la rapporter à Saint-Jean-du-Doigt (Finistère) où se produisirent de nombreux miracles. D'après Albert le Grand, Anne de Bretagne fit pèlerinage à Saint-Jean-du-Doigt pour guérir son œil malade[91] ;
- un autre doigt se trouve à Malte[91].

### Principales églises
- Basilique Saint-Jean-de-Latran de Rome ;
- église Saint-Jean-Baptiste de Jérusalem ;
- St John the Baptist of Coventry ;
- San Giovanni Battista di Cesena (cathédrale) ;
- San Giovanni Battista de Rimini (cathédrale) ;
- San Giovanni Battista de Turin (cathédrale) ;
- Saint-Jean-Baptiste d’Audresselles (Pas-de-Calais) ;
- Saint-Jean-Baptiste de Kamień Pomorski (cathédrale) ;
- Saint-Jean-Baptiste de Paris (cathédrale apostolique arménienne) ;
- Saint-Jean-Baptiste de Châlons-en-Champagne ;
- Cathédrale Saint-Jean-Baptiste de Saint-Jean-de-Maurienne ;
- pour les cathédrales du même nom, voir : cathédrale Saint-Jean-Baptiste ;
- également les édifices portant le nom de baptistère Saint-Jean.
- Église Saint-Jean-Baptiste située à Montcombroux-les-Mines (Allier).
- Église Saint-Jean-Baptiste de Neuilly-sur-Seine.
- Église Saint-Jean-Baptiste de Roubaix
- Cathédrale Saint-Jean-Baptiste de Bazas (Gironde)
- Primatiale Saint-Jean de Lyon

## Jean le Baptiste dans l'islam
Comme dans la tradition chrétienne, dans le Coran (VIIe siècle), Jean le Baptiste (« Yahyâ », يحيى en arabe) et Jésus (« ʿĪsā », عيسى) sont cousins.
Le Coran décrit Jean le Baptiste (Yahyâ, en arabe) comme un prophète d'Allah envoyé à son peuple. Il apparaît, dans le Coran, comme prédestiné à l'ascèse et à la « vertu absolue ». Le Coran raconte sa naissance, d'un père âgé et d'une mère stérile. D'après les exégètes, il reçoit en particulier de Dieu la tendresse, la pureté et la piété. Sa mort est évoquée dans les histoires des Prophètes avec des variantes par rapport aux récits évangéliques, les auteurs rajoutant une jalousie amoureuse de la femme du roi. Certains récits concluent sur la punition du roi, celle-ci étant l'invasion de Babylone par Nabuchodonosor. Les historiens soulignent l'anachronisme historique de ces récits.

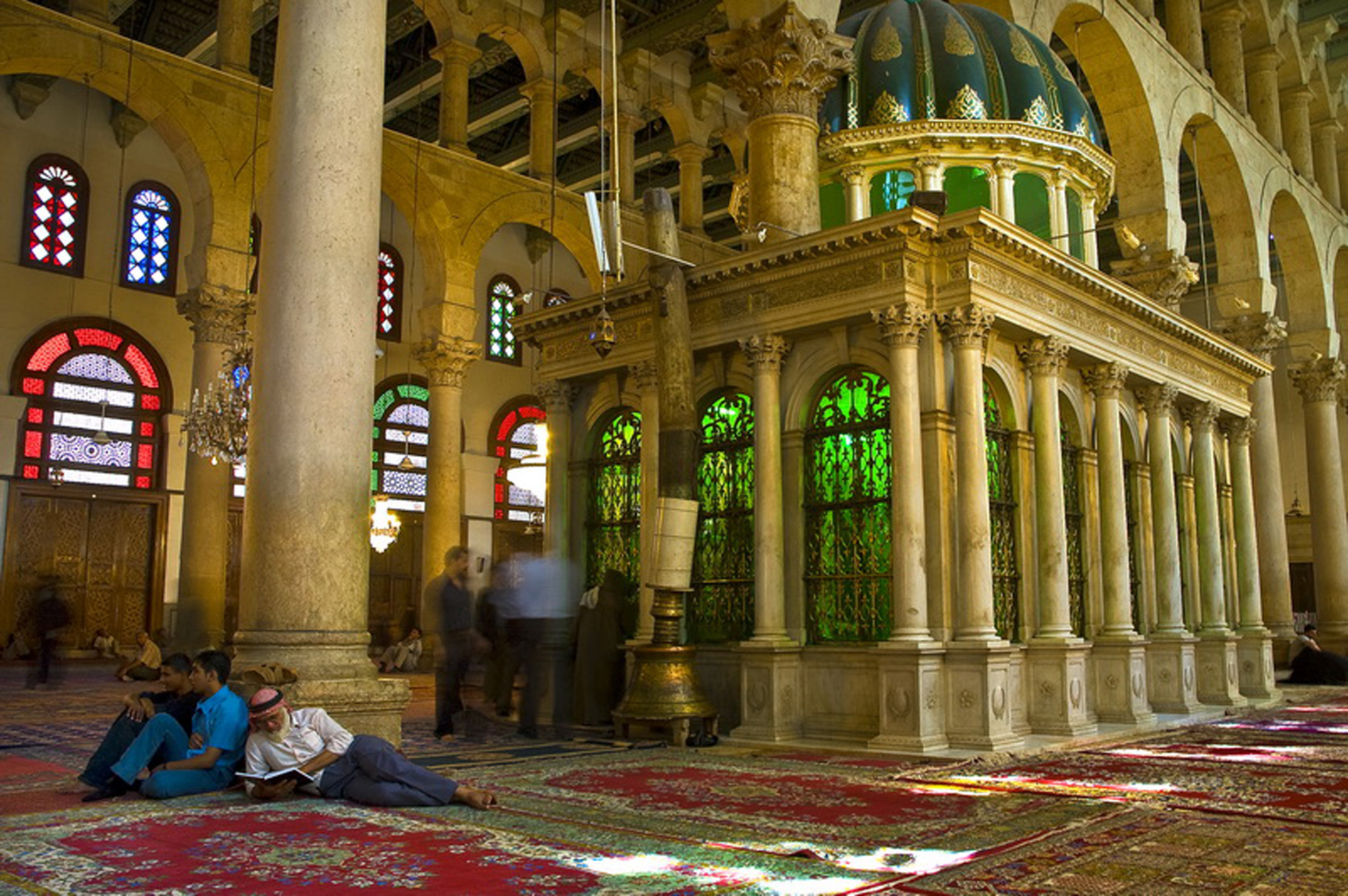
Le reliquaire de la Grande Mosquée des Omeyyades à Damas qui, selon la tradition musulmane, contient la tête de Jean le Baptiste.

Au verset 7 de la sourate 19, Allah dit : « Son nom sera Yahya. Nous ne lui avons pas donné auparavant d'homonyme. » Pour Pierre Lory, « Le Coran insiste sur le nom donné à l'enfant, nom qu'il serait le premier à porter. Il y a là sans doute un écho à l'Évangile de Luc. Faut-il voir dans la tendresse (hanân ; sourate 19, verset 3) que lui accorde Dieu une allusion à son nom hébraïque Yohanan ? Quoi qu'il en soit, le nom coranique de Jean, Yahyâ, évoque des connotations très particulières, la racine h. y. y. signifiant la vie. »
Les auteurs musulmans ont beaucoup écrit sur Jean-Baptiste. Décrit dans le Coran comme devant annoncer une « parole venant de Dieu », il est, pour les exégètes l'annonciateur de la venue de Jésus, lui-même considéré comme la Parole de Dieu. Selon certains récits, il se prosternait devant Jésus avant sa naissance.
Jean-Baptiste, ascète par excellence, est le prophète qui n'a jamais péché. Un hadith dit : « Chaque prophète a transgressé ou a eu envie de le faire, excepté Jean, qui n'a ni péché, ni eu envie de le faire. » Un autre dit : « Tous les fils d'Adam comparaîtront au jour de la Résurrection en ayant commis des péchés, sauf Jean fils de Zacharie. » Ainsi, les auteurs évoquent en particulier son abstinence sexuelle même si ce point fait débat, l'islam déconseillant le célibat. Pour certains auteurs, Jean le Baptiste n'aurait pas pu physiquement ressentir le désir, tandis que d'autres refusent qu'un prophète puisse avoir un tel défaut physique.
Jean-Baptiste fait partie avec Zacharie, Maryam et 'Isâ de la "famille d'Imran".

## Jean le Baptiste dans les arts

### En musique
- Alessandro Stradella, oratorio San Giovanni Battista, 1673.
- Louis-Nicolas Clérambault, Motets pour Saint Jean Baptiste, en sol majeur, opus 76 et en ré majeur, opus 126.
- Richard Strauss, opéra Salome, 1905.

### En peinture

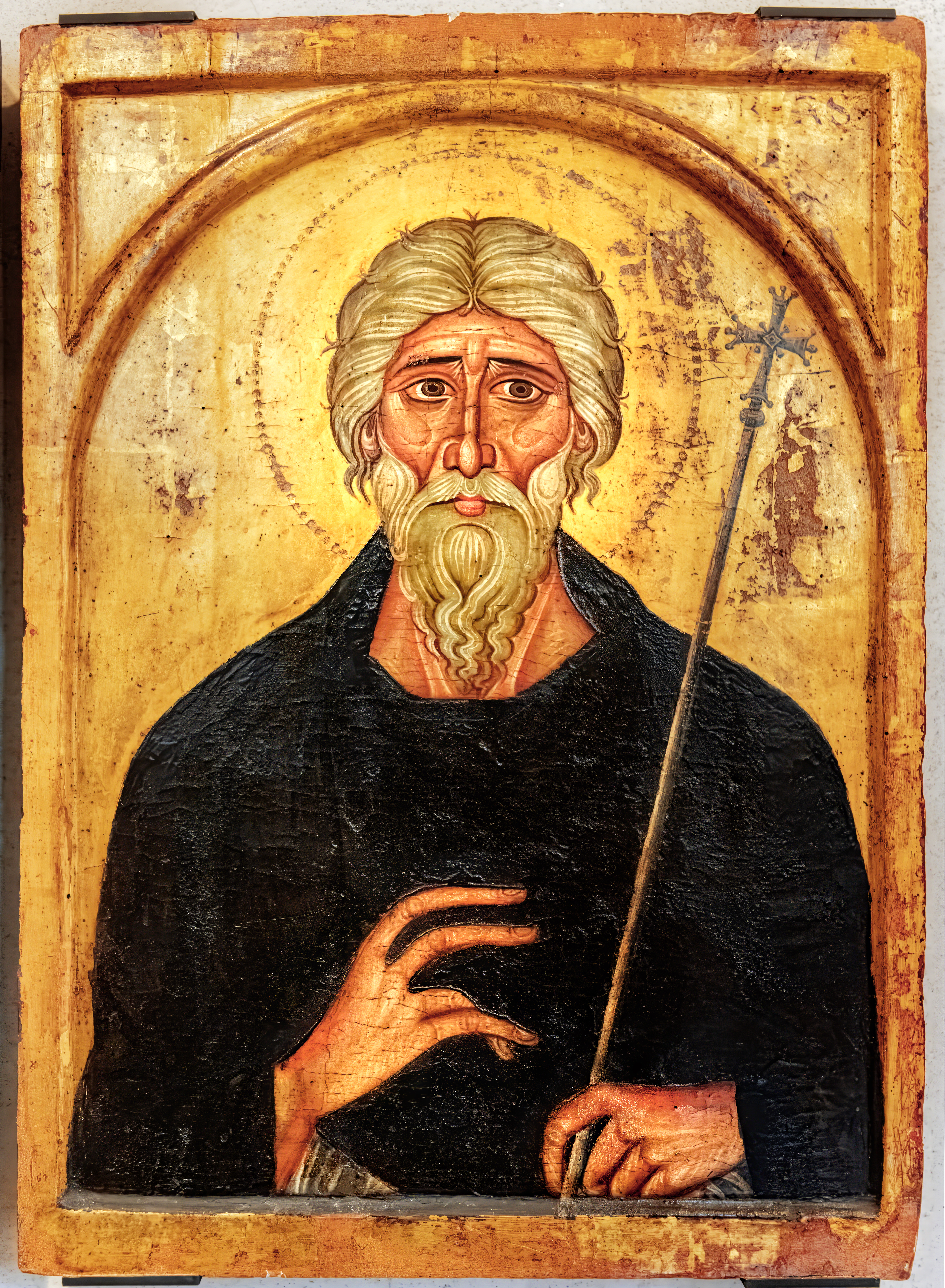
Saint Jean Baptiste, XIIIe siècle. Musée Correr (Venise).
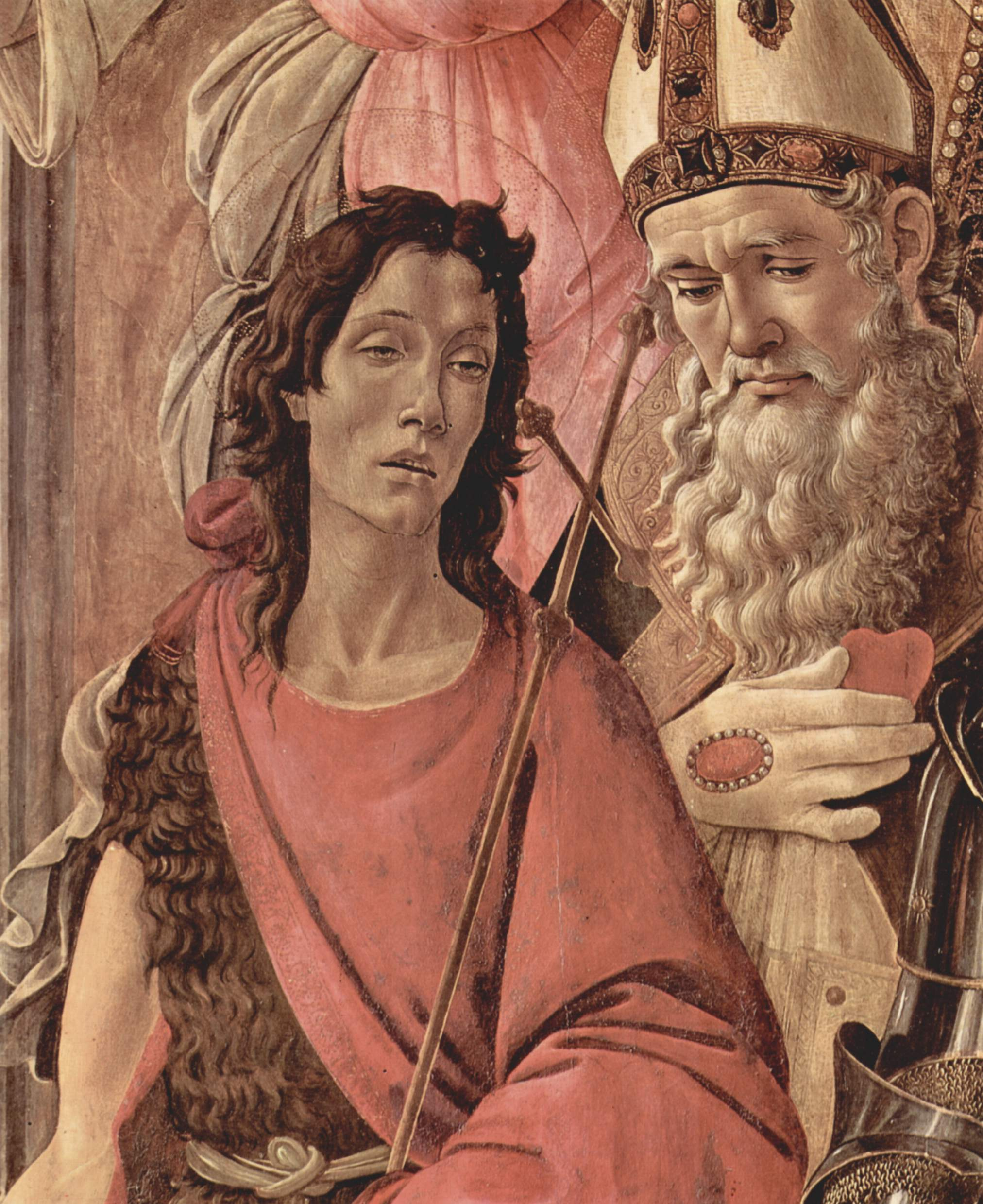
Saint Jean Baptiste, par Sandro Botticelli (v. 1490).
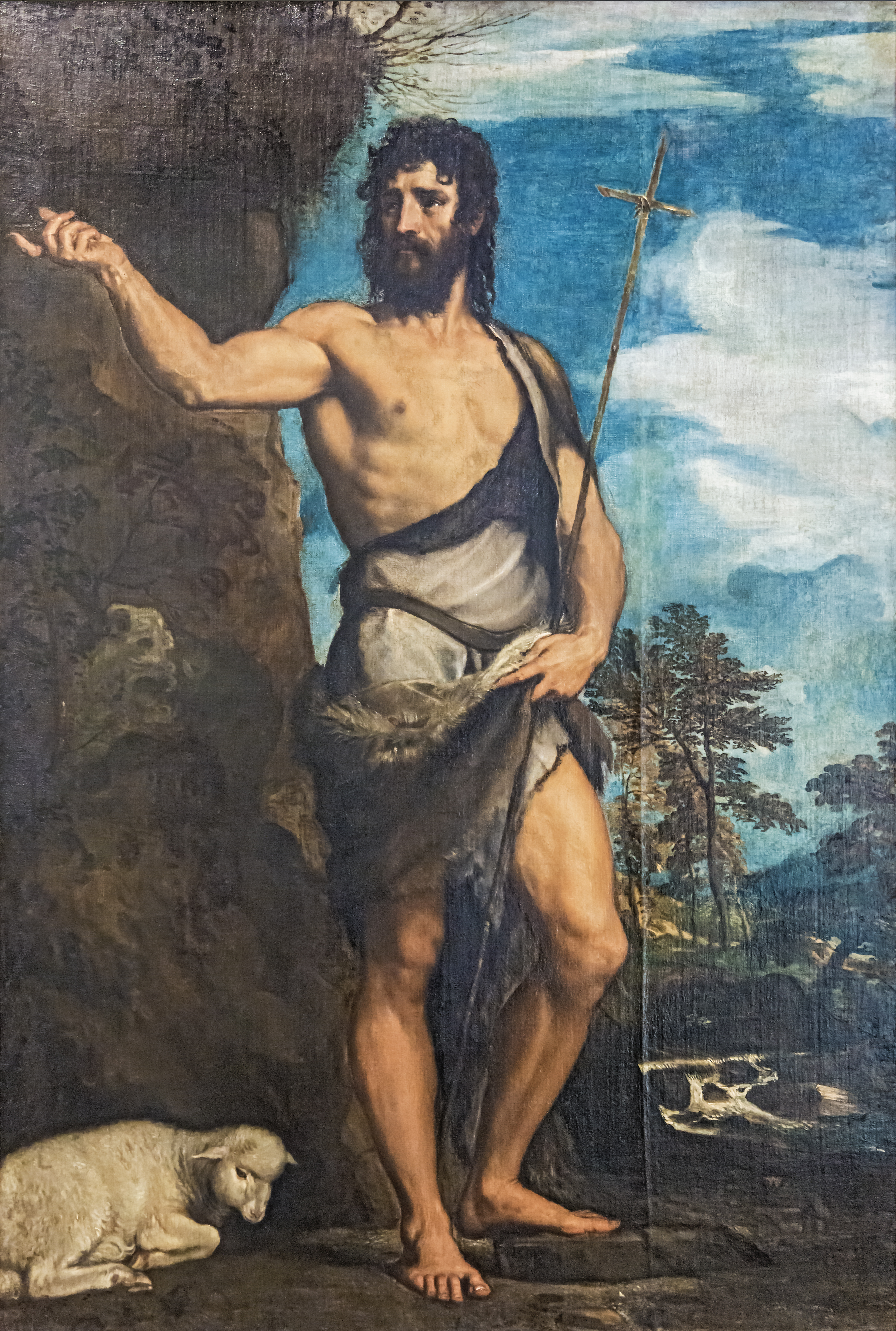
par Titien (1542).
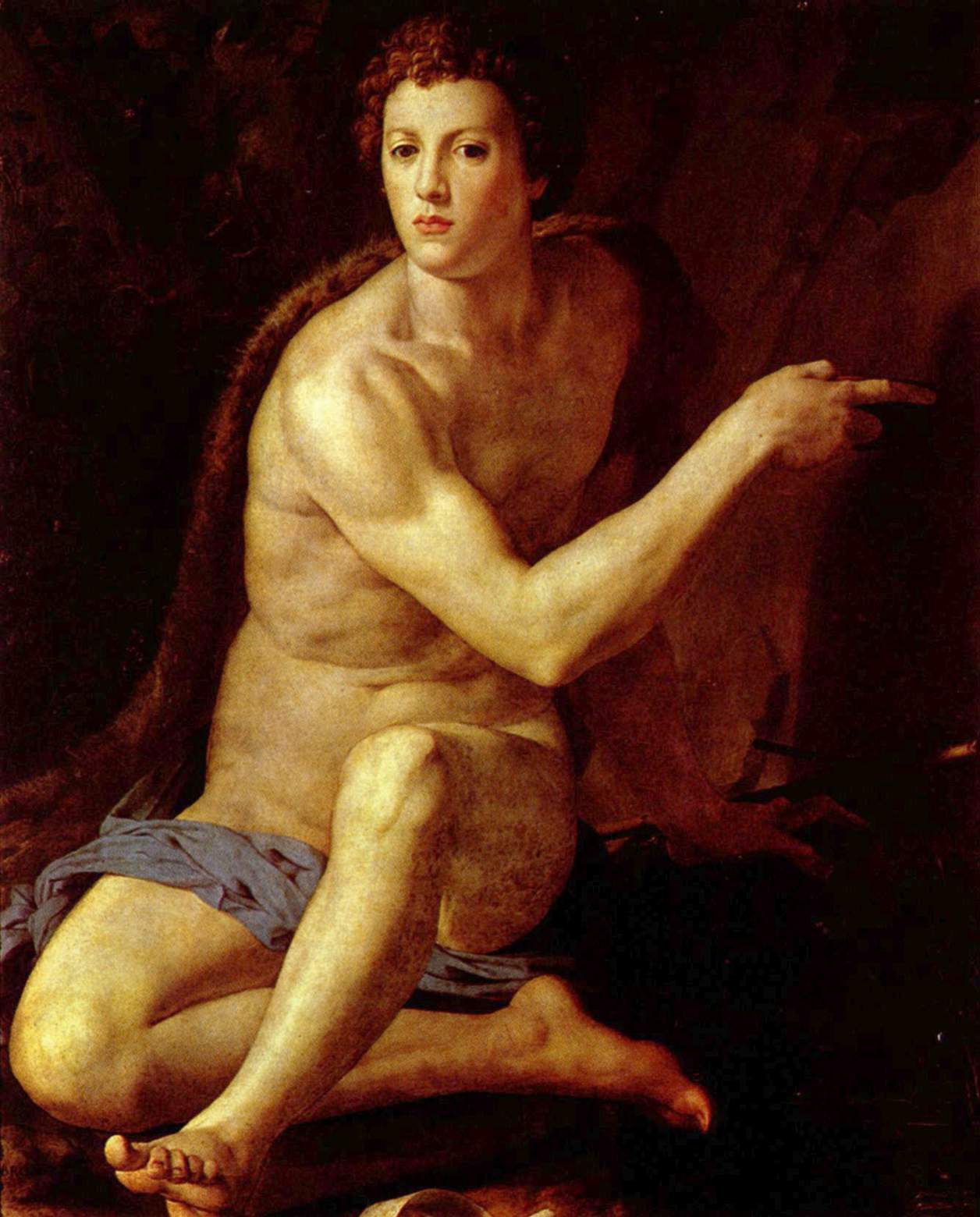
Saint Jean Baptiste, par Bronzino (1553).
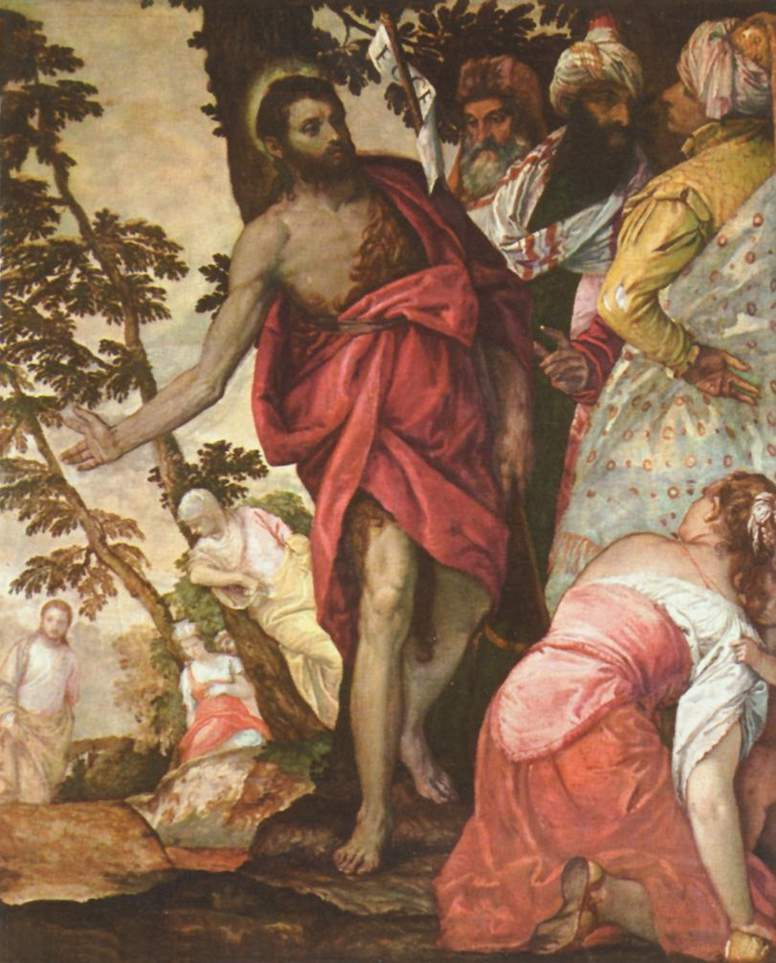
Prédication de Jean-Baptiste, par Paul Véronèse (1562).
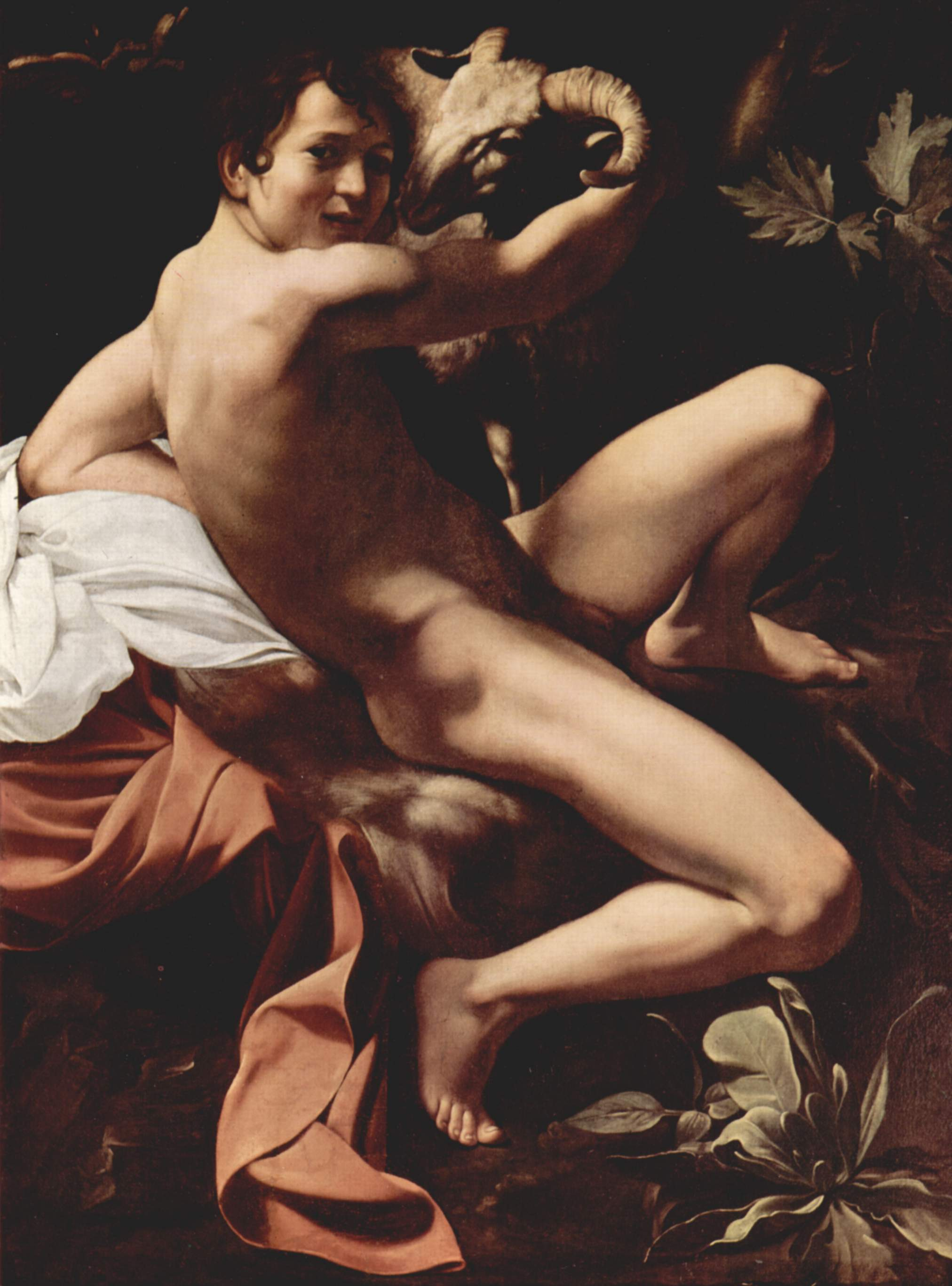
Saint Jean Baptiste, par Le Caravage (1597-1598).
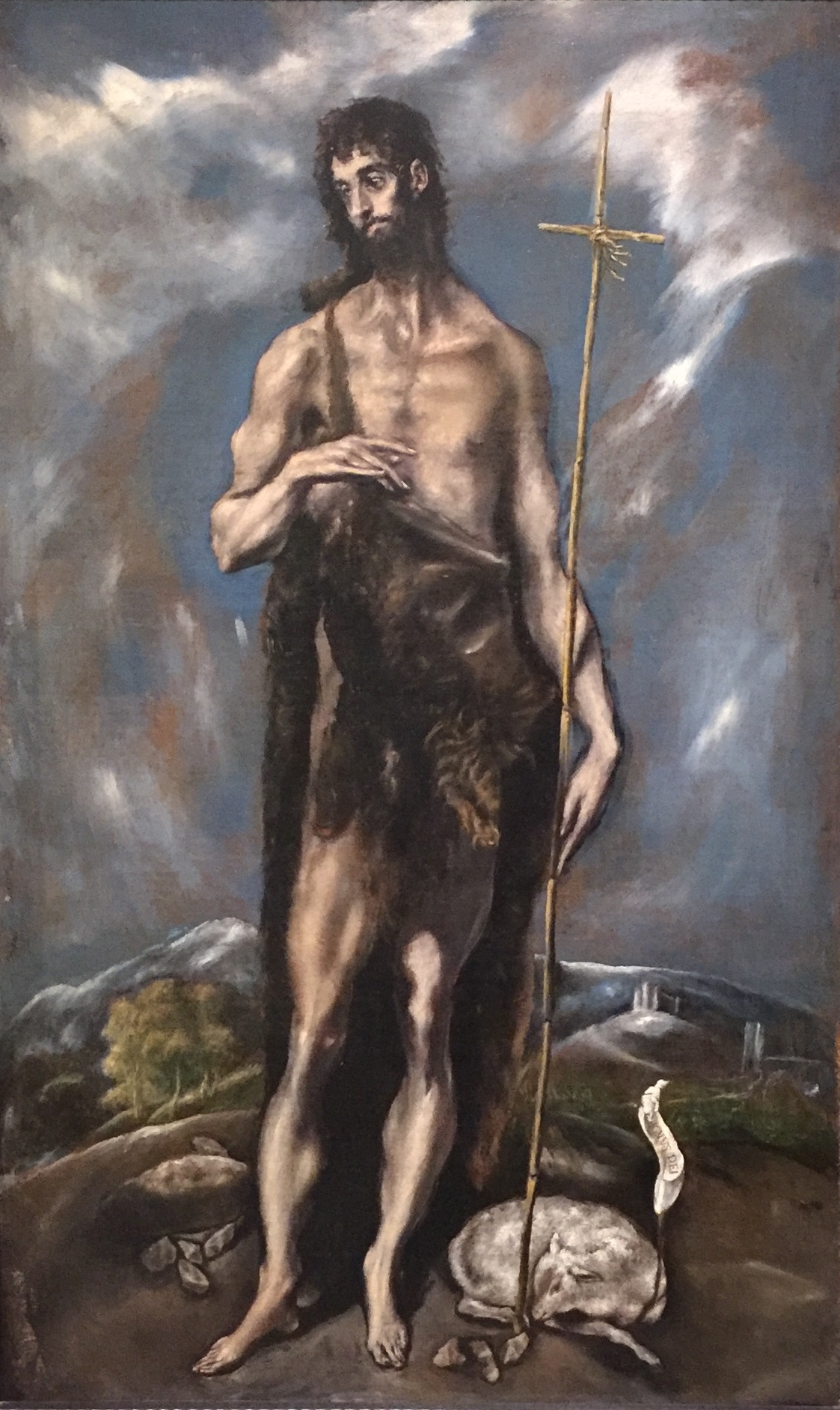
par Le Greco (v. 1600-1605).
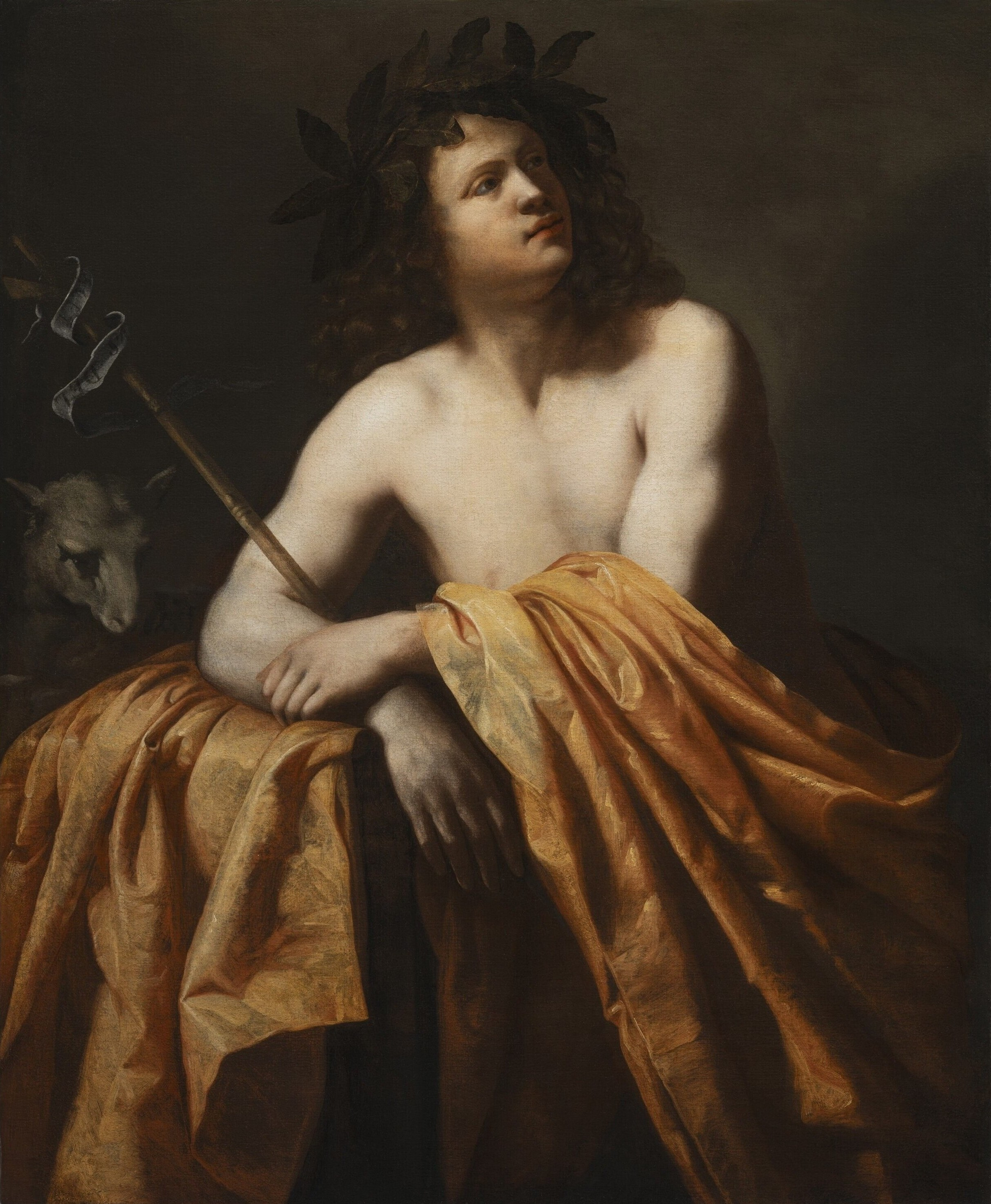
Saint Jean-Baptiste dans le désert, par Artemisia Gentileschi (années 1630).
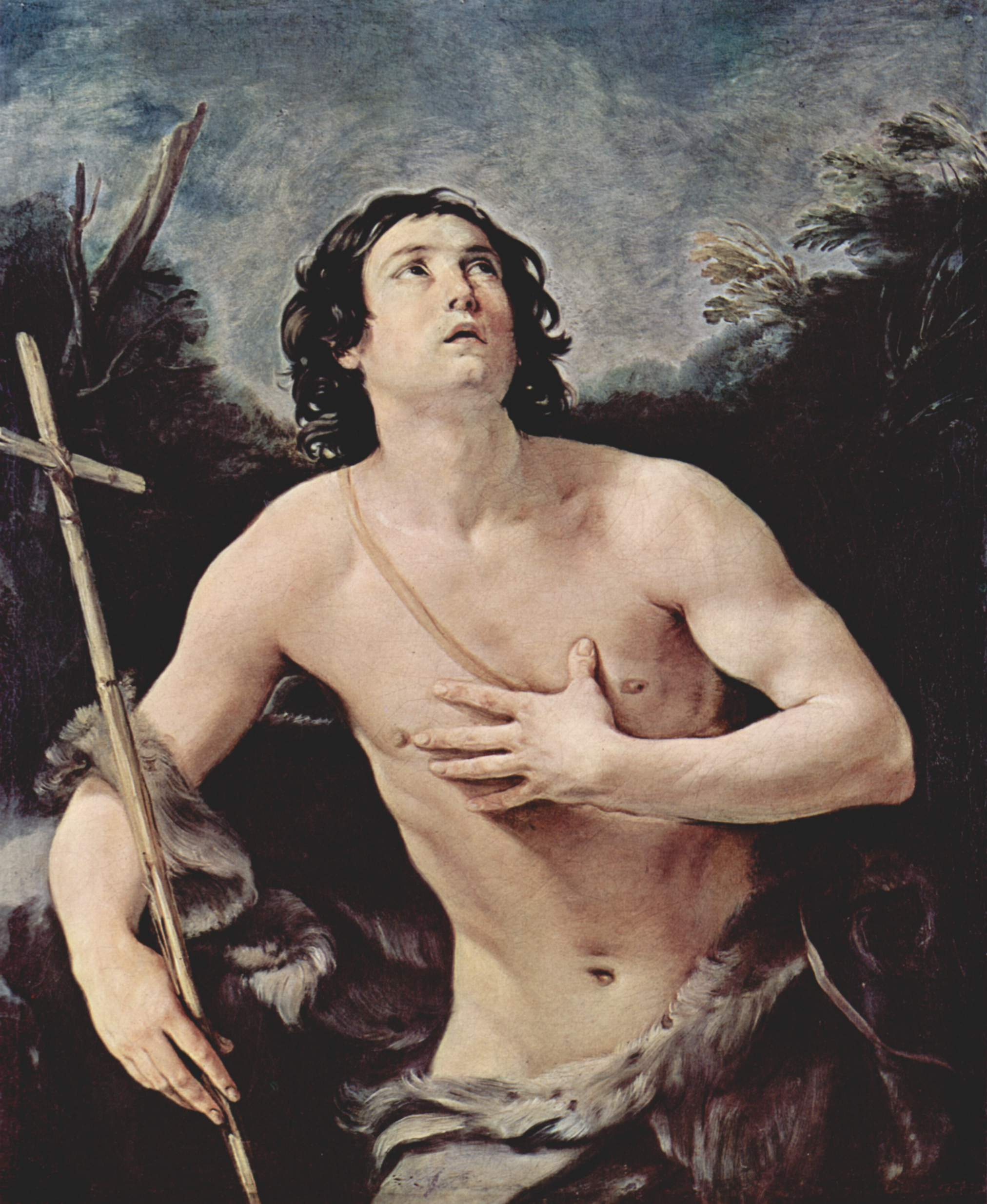
Saint Jean Baptiste, par Guido Reni (1635-1640).

### En sculpture

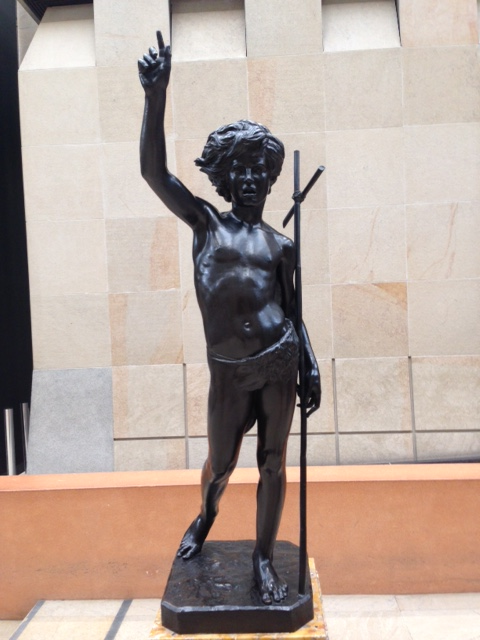
Saint Jean-Baptiste enfant (1861), musée d'Orsay, Paris[94].
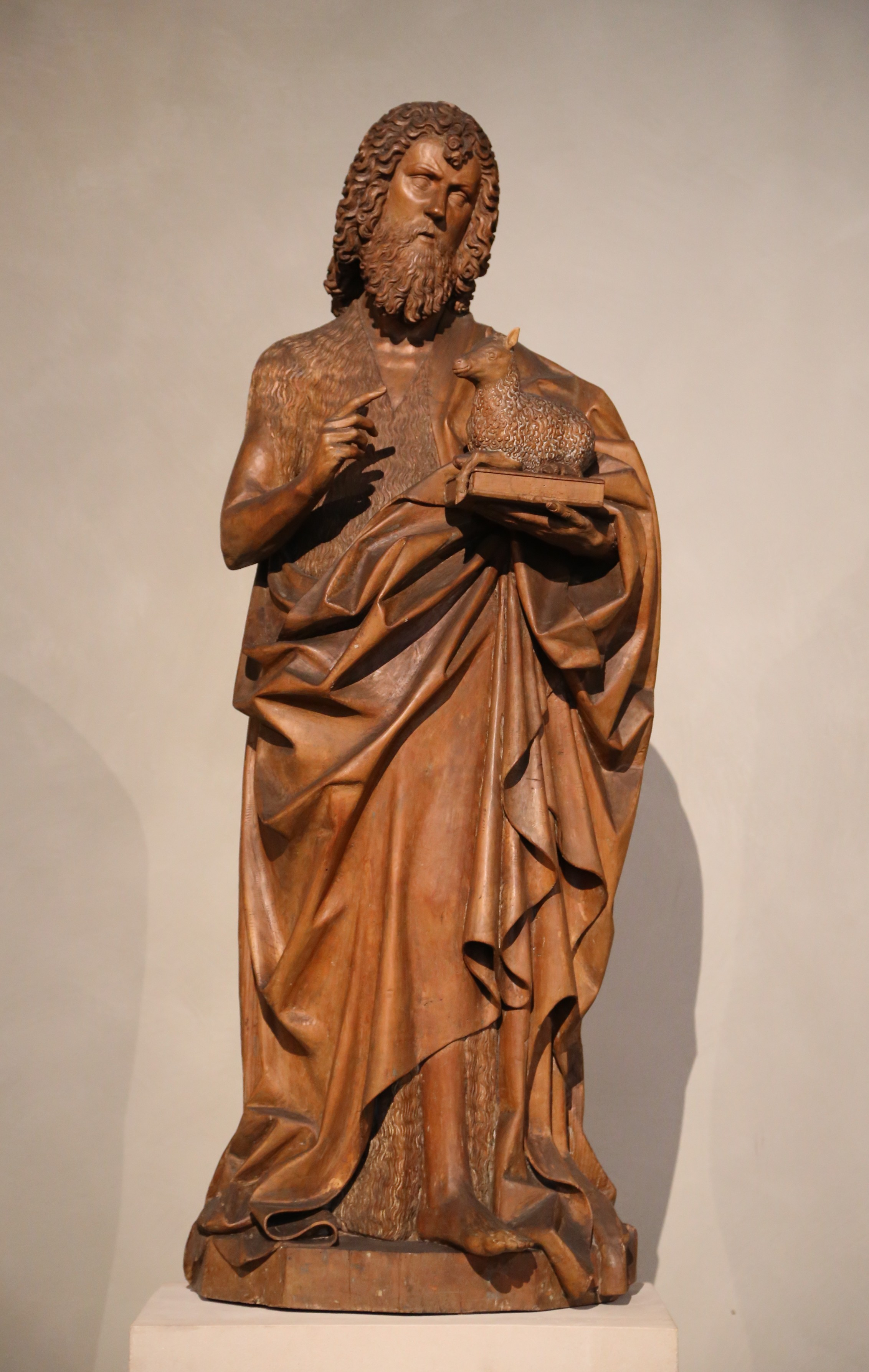
Jean le Baptiste, par Hans Multscher (1456), Bayerisches Nationalmuseum, Munich.
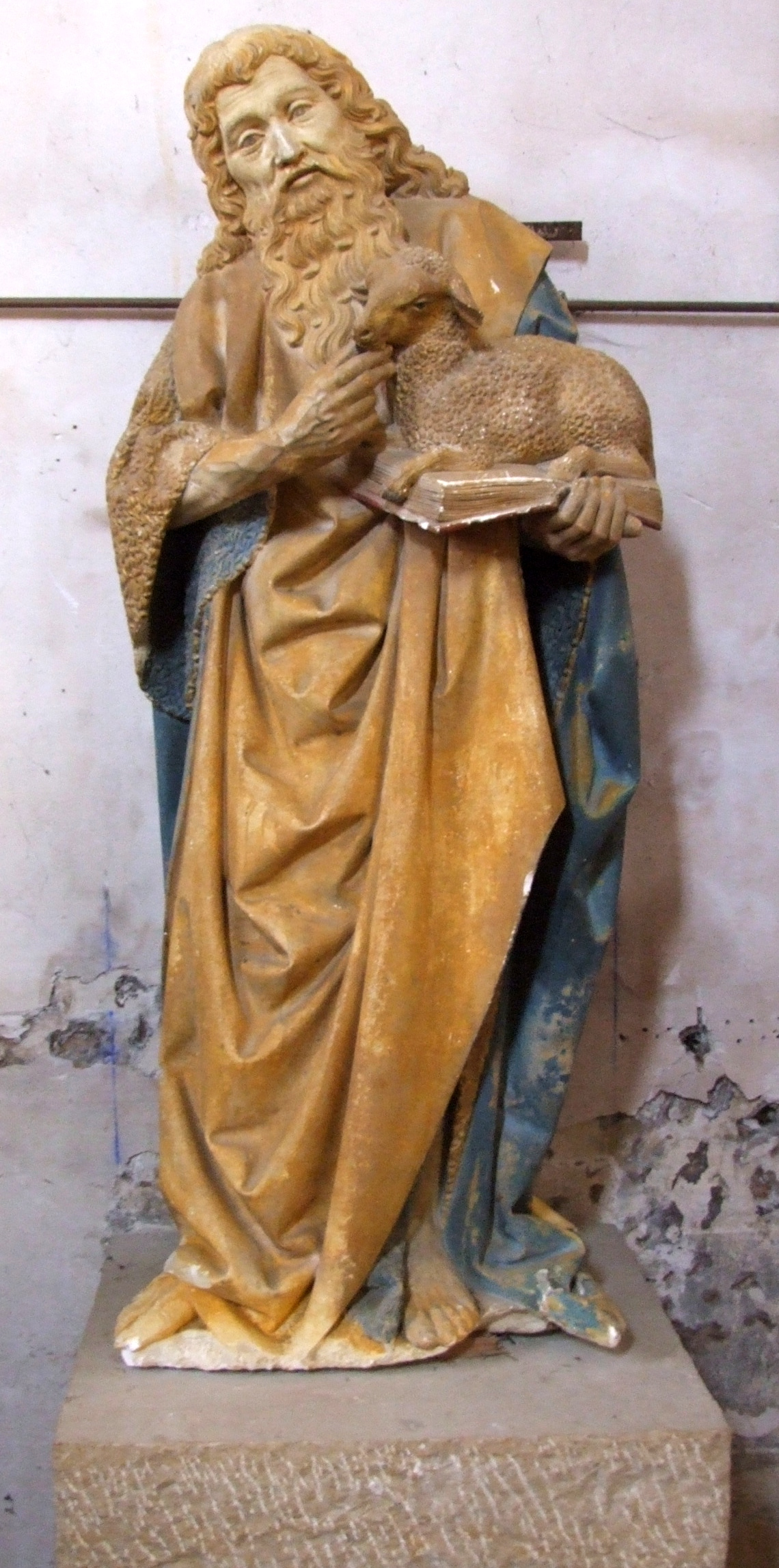
Statue du XVe siècle, église de Châteauneuf-en-Auxois (Côte-d'Or, France).
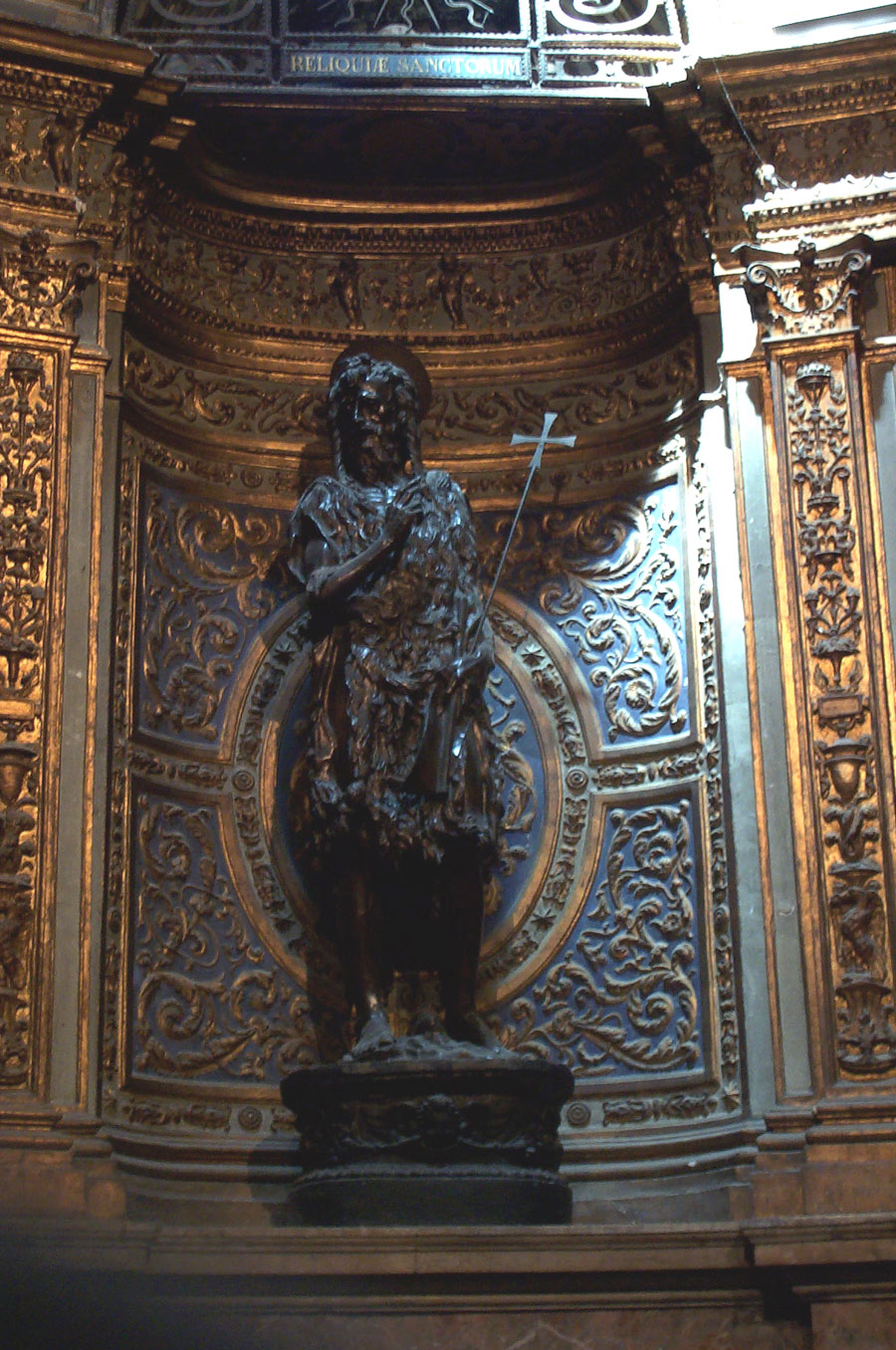
Statue par Donatello, dôme de Sienne.
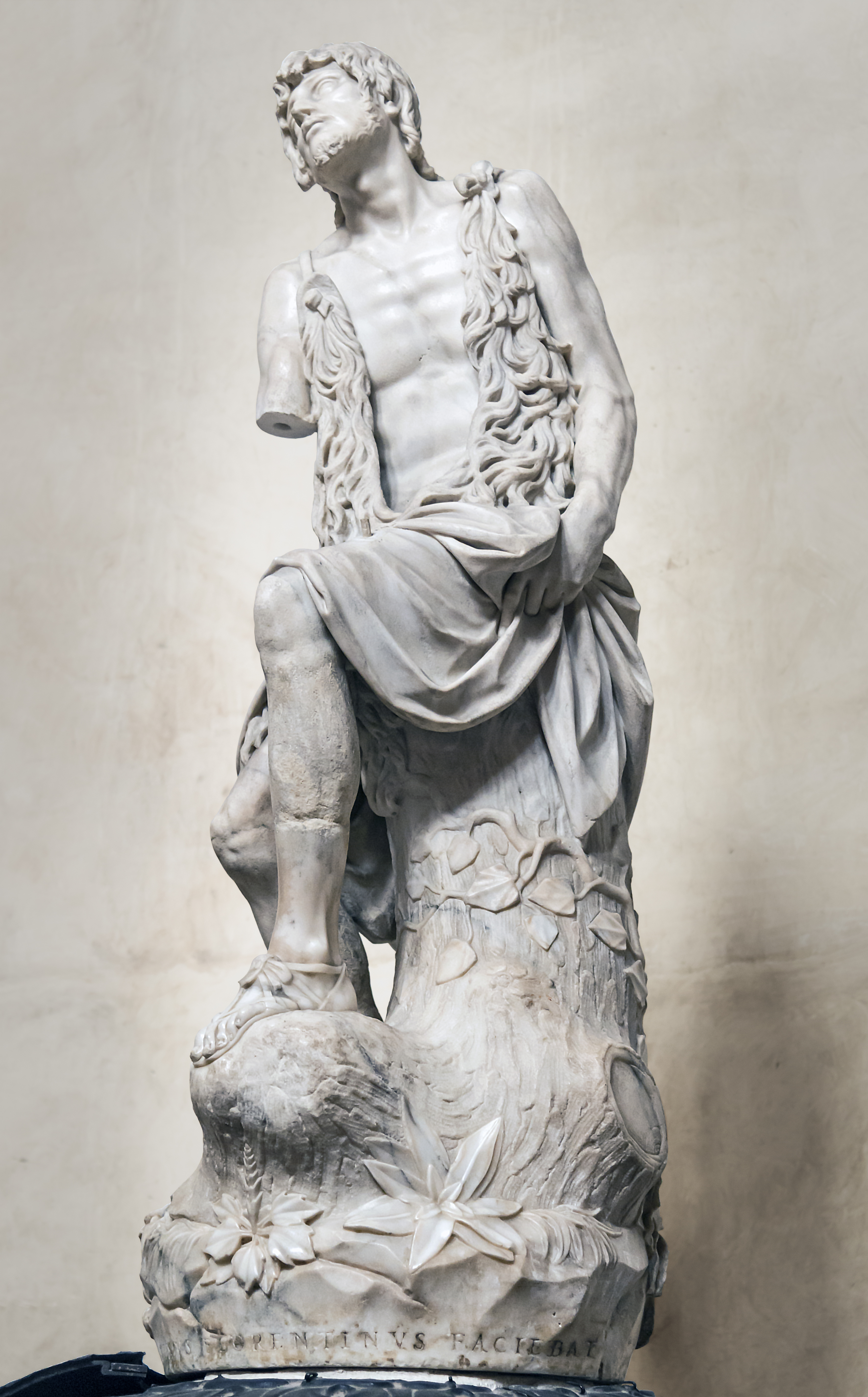
Par Jacopo Sansovino.
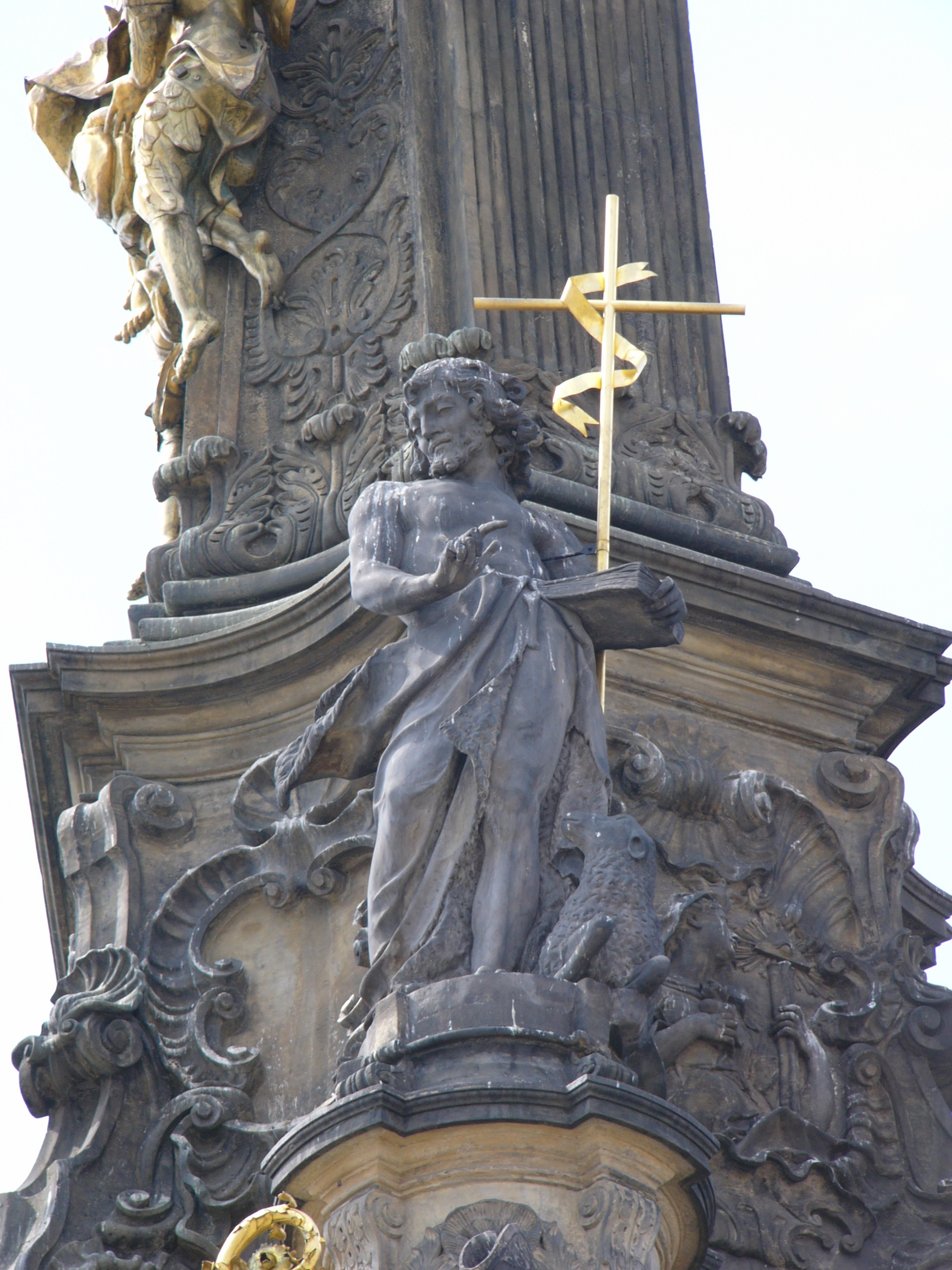
Au pied de la colonne de la Sainte-Trinité à Olomouc (République tchèque).
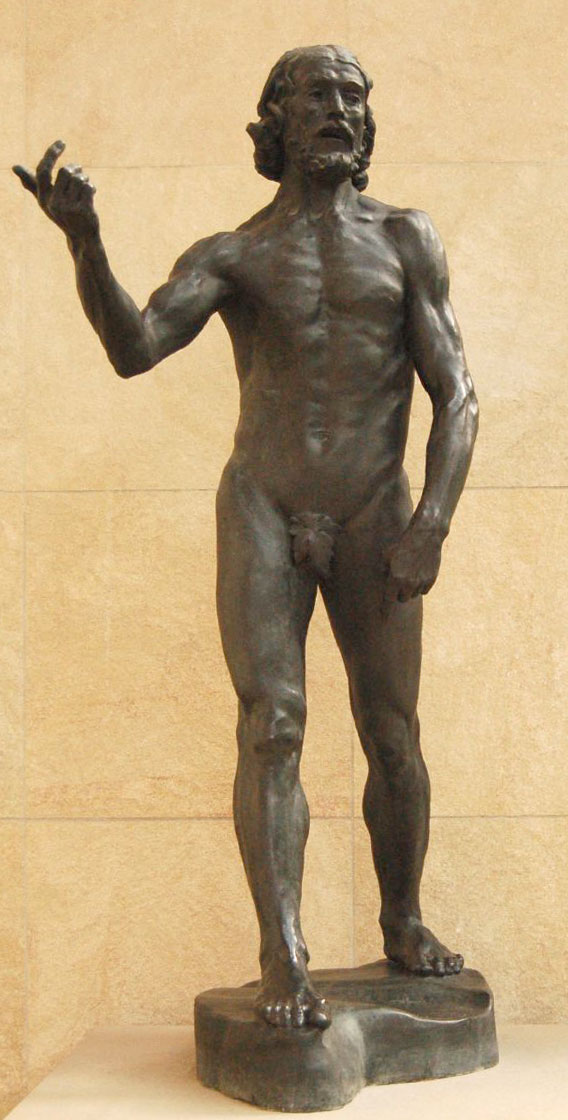
Saint Jean Baptiste, par Auguste Rodin, 1878 (musée d'Orsay).

### En héraldique
- Saint Jean-Baptiste figure sur les armoiries de la commune de Domat-Ems dans le canton des Grisons en Suisse.

### Cathédrale d'Amiens

Médaillons et bas-reliefs sur la clôture du chœur de la cathédrale d'Amiens
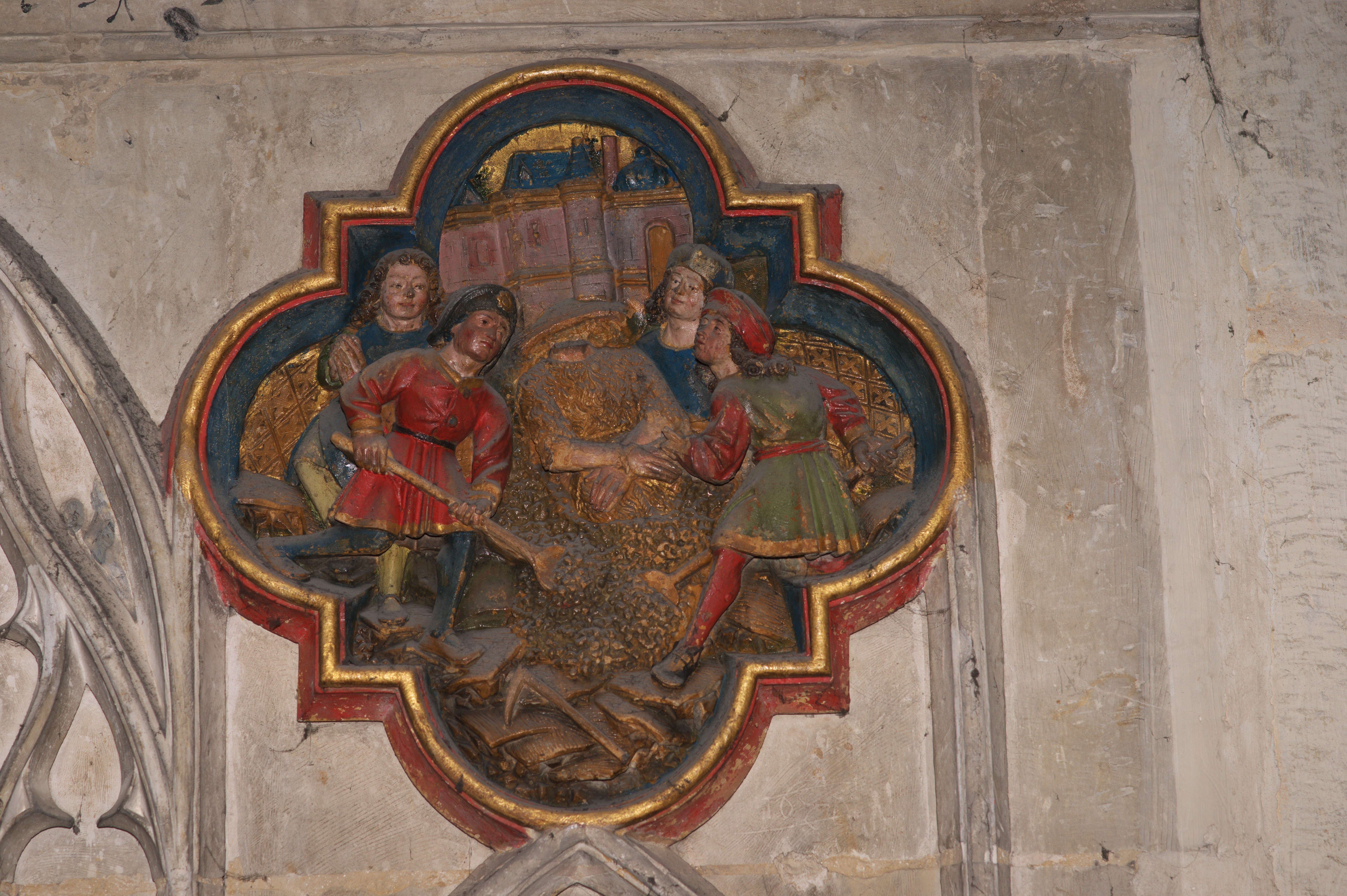
Quatre disciples procèdent à l'inhumation de Baptiste devant Sébaste.
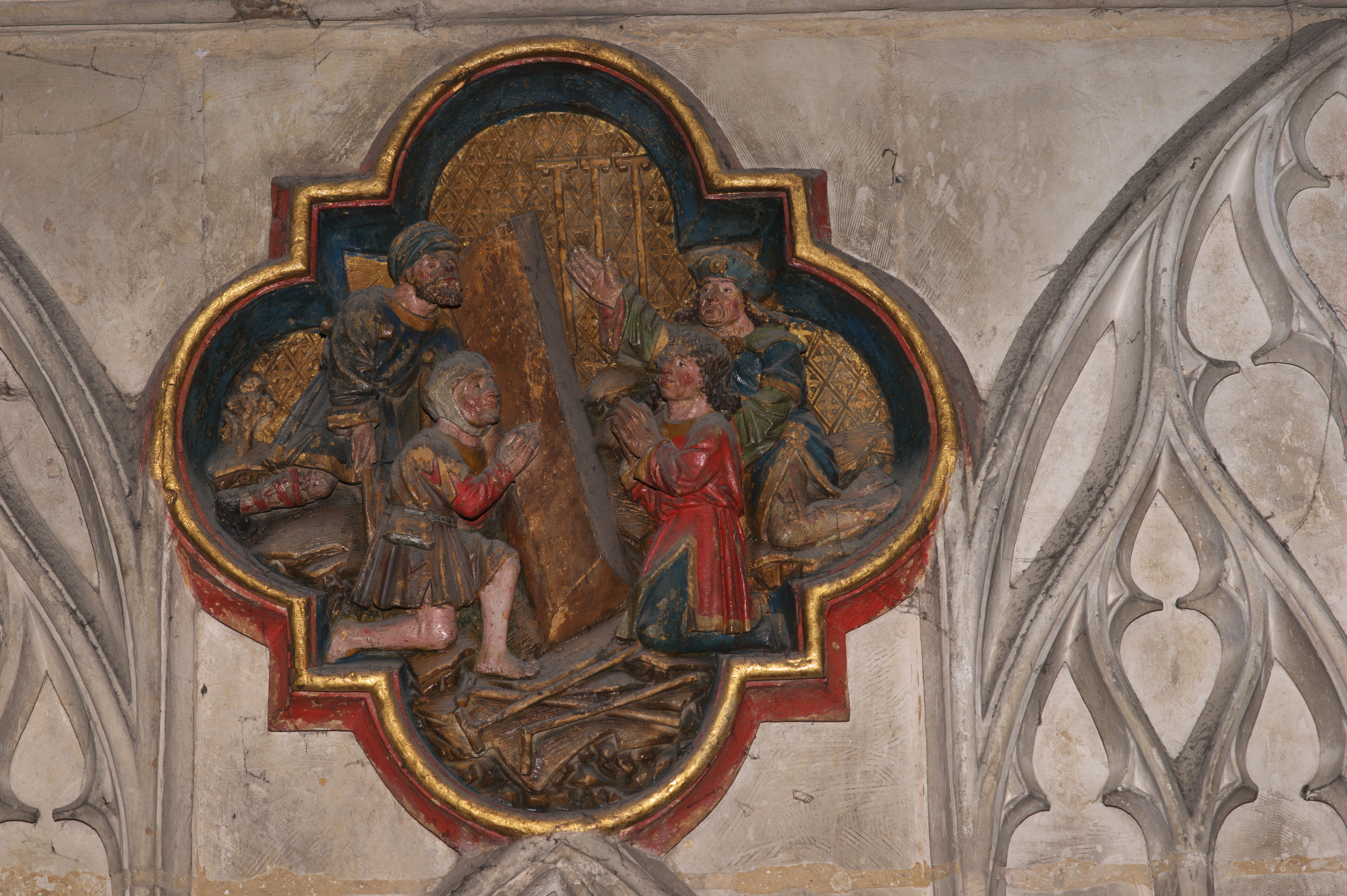
La tombe attire des infirmes qui obtiennent une guérison miraculeuse (cf. béquilles suspendues).
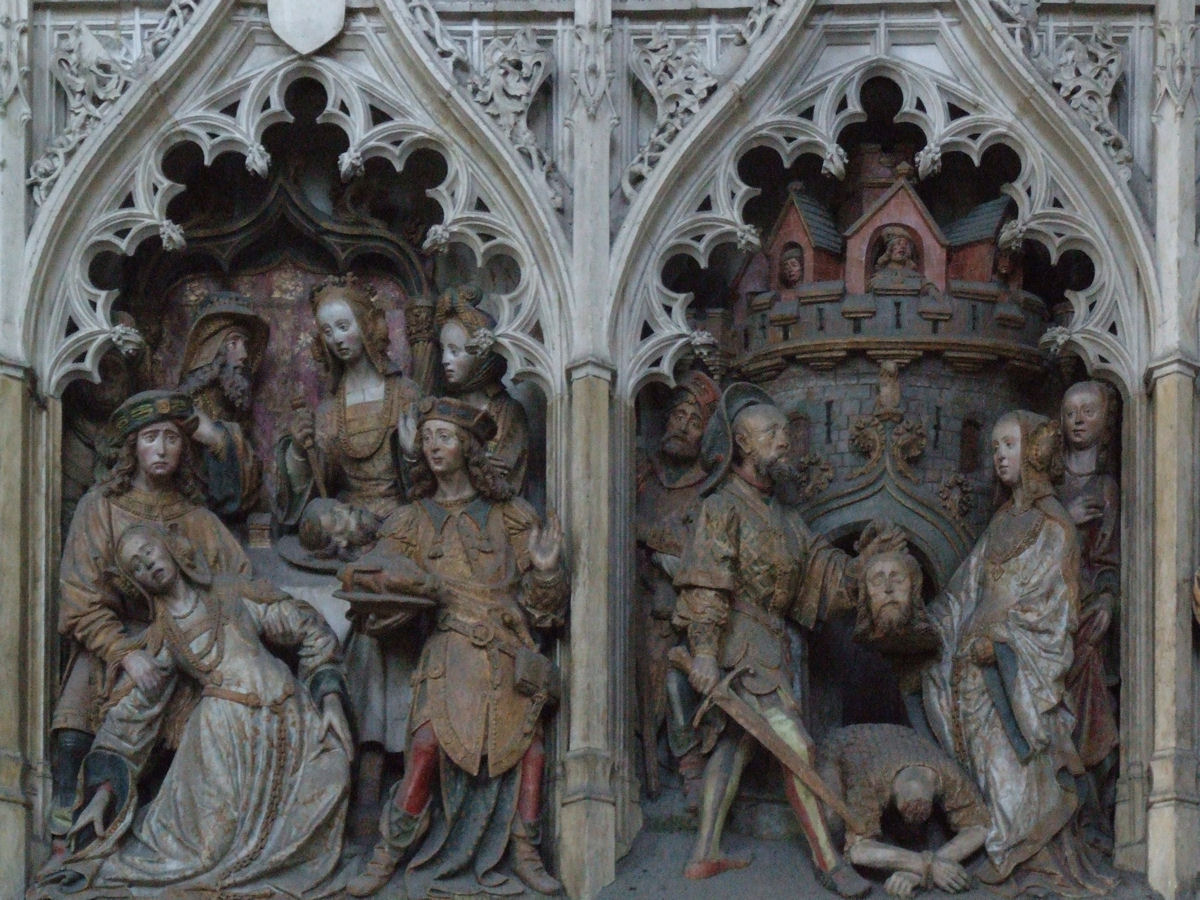
La tête de Baptiste apportée à la table d'Hérodiade[95] après sa décapitation.